# Lövészárok-hadviselés

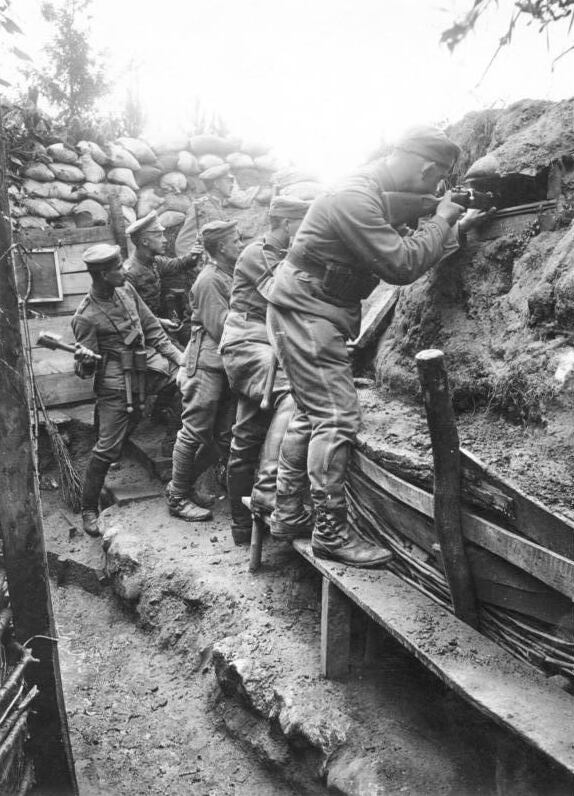
Lövészárok-hadviselés az első világháborúban: a német 11. tartalékos huszárezred katonái Franciaországban kialakított lövészárokban. Az előtérben lévő katona a lőpadra fellépve a mellvédben kialakított résen tüzel, a háttérben egy katona nyeles kézigránátot tart a kezében

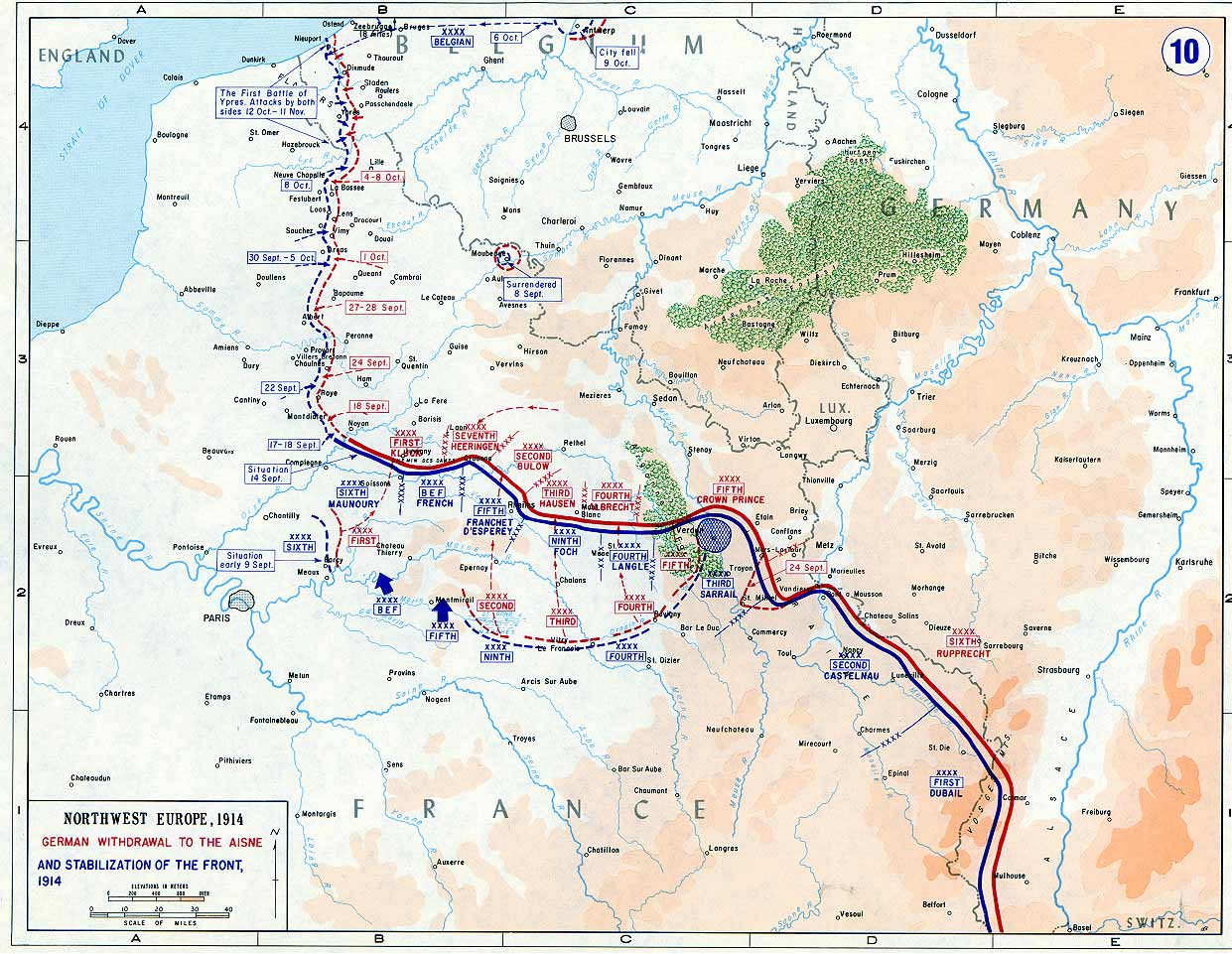
A nyugati fronton 1914 novemberére kialakult állóháború (vagy állásháború) térképe: a lövészárkok rendszere északon a La Manche csatornától délen a svájci határig húzódott. 1918 nyaráig lényegében csak kismértékű változásokra került sor a mindkét felet sújtó borzalmas veszteségek ellenére

A lövészárok-hadviselés a védelmi jellegű hadműveletek egyik speciális fajtája, amikor a küzdő felek megerősített pozíciókat, egymással összekapcsolt lövészárkok bonyolult rendszerét építik ki, illetve kísérleteket tesznek az ilyen védelmi rendszerek leküzdésére. Ez a hadviselési fajta a modern, 19–20. századi háborúkra volt jellemző. A lövészárok igazából akkor vált a hadviselés egyik fontos elemévé, amikor nagy előrelépés történt a gyalogság és a tüzérség tűzerejének növelésében, anélkül, hogy a páncélvédettség vagy mobilitás terén hasonló előrelépések történtek volna. A korszerű hadviselésben már a háború kezdetén az ellenség rendkívül gyors megsemmisítése volt a cél, és ennek megakadályozására kitűnő eszköznek bizonyult harcárkok, mellvédek vagy különböző bunkerek építése.
A lövészárokban tartózkodó katonák védve voltak az ellenséges kézifegyverek tüzétől, bár a tüzérségi eszközök és a légierő eredményesen használható ezek támadására. Az egymással szemben álló lövészárkok közötti terület („a senki földje”) mind a kézifegyverek, mind a tüzérség tüzének teljes mértékben ki volt téve, emiatt még a sikeres támadások is jelentős veszteségeket okoztak a támadóknak, akiknek először ezt kellett leküzdeni, mielőtt közelharcban el tudták volna foglalni az ellenséges lövészárkot.
A lövészárkokat először az amerikai polgárháború során alkalmazták, ahol már megjelentek a lövészárok-hadviselés alapvető elemei. A lövészárok-hadviselés legjobb példája az első világháború, amely során az antant és a központi hatalmak hadseregei, elsősorban a nyugati fronton, lövészárkok, bunkerek és szögesdrótakadályok bonyolult és jelentős véráldozatok nélkül szinte bevehetetlen rendszerét építették ki. Nagy előnye volt, hogy ellenséges tűzhatás alatt is lehetőség nyílt a saját csapatok rejtett mozgatására. A második világháborúban már a harckocsik tömeges megjelenése a lövészárkok eredményes védelmét nem tette lehetővé, de kisebb konfliktusokban vagy különleges terepviszonyok esetén ez után is alkalmazták.

## Előzmények

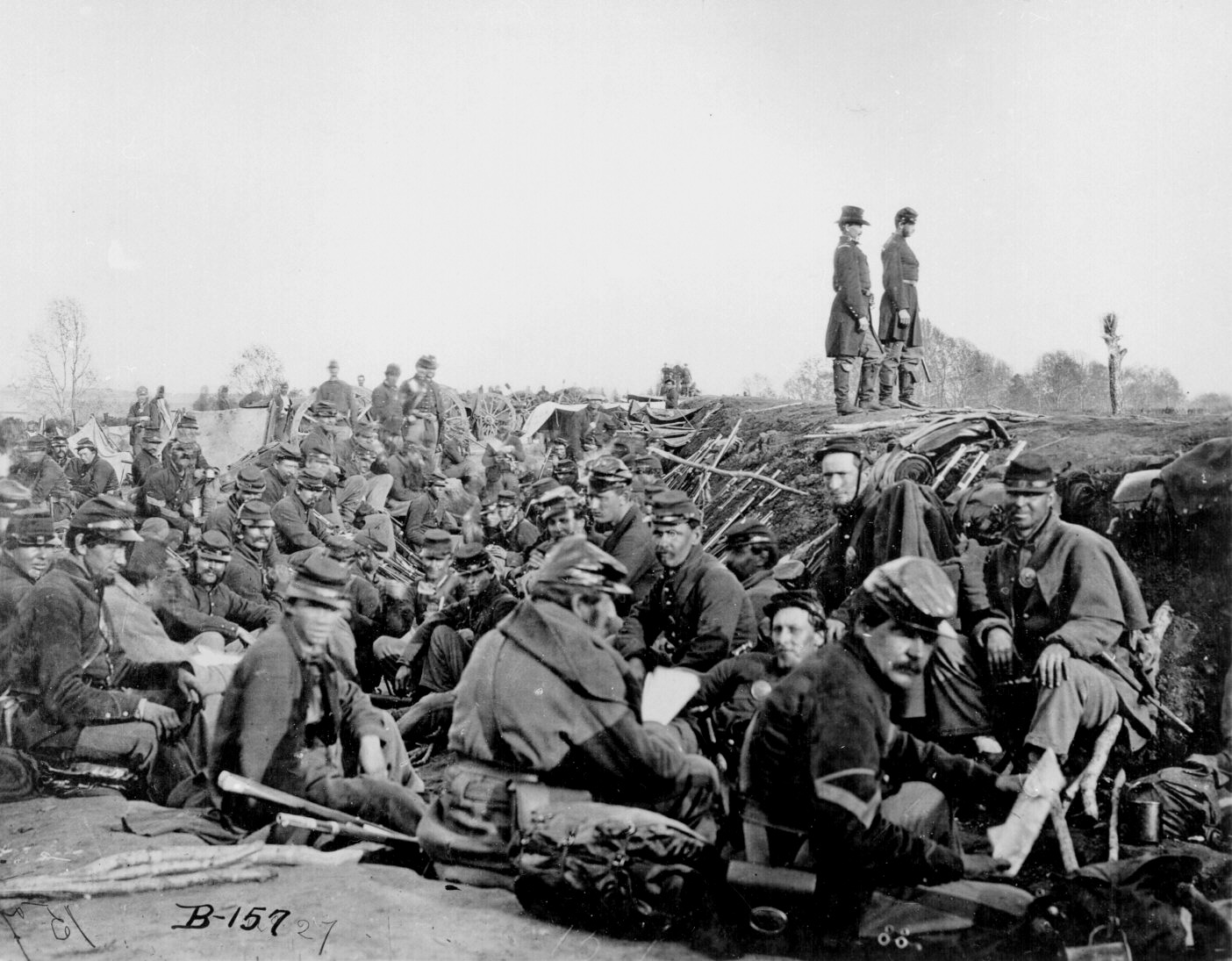
Az uniós haderő katonái lövészárokban várakozva Petersburg közelében (1865). Az amerikai polgárháború megmutatta, hogy a korszerű lőfegyverekkel felszerelt gyalogság milyen eredményesen tud védekezni a lövészárkokban

A lövészárok-hadviselés, amelyben a felek lövészárkokból viselnek hadat egymás ellen, az első világháborúhoz kötődik. A védelmi célból ásott árkok harcászati alkalmazása azonban jóval régebbre nyúlik vissza. Ezeket már a rómaiak is használták, a 17. században pedig a francia Sébastien Le Prestre de Vauban továbbfejlesztette az addig használatban lévő ostromtaktikákat. Ennek ellenére a hadseregek alacsony létszáma és kezdetleges fegyverzete miatt az árkok használata gyakorlatilag az ostromok jellemzője maradt. A Vauban által kifejlesztett harcmód elterjedt és ezt használták az 1854 és 1856 között zajló krími háborúban is. Az amerikai George Brinton McClellan megfigyelőként átlátta a védelmi célokból alkalmazott árkok előnyeit, az ugyancsak amerikai Dennis Hart Mahan pedig már az amerikai polgárháború előtt javasolta azok használatát. A modern lőfegyverek és a modern tüzérség megjelenése is némi változást hozott és Hart Mahan kifejezte kétségeit a megerősített pozíciók elleni frontális támadás hasznosságát illetően. Álláspontját igazolták az 1850-es évek közepén bevezetett lőfegyverek is. Ennek ellenére sokan továbbra is a támadáson alapuló napóleoni hadviselést támogatták, mivel a mexikói–amerikai háborúban (1846–48) ez a taktika jelentős amerikai sikereket hozott.

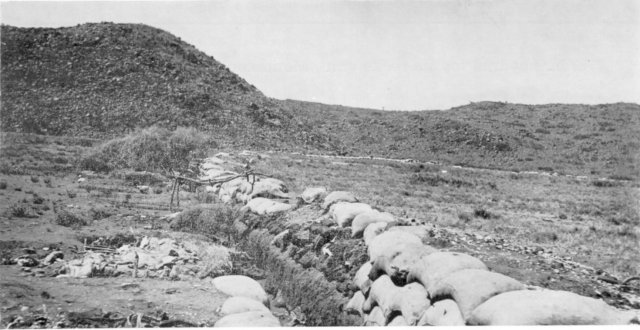
Búr katonák lövészárka a Magersfontein Hill előtt, kb. 1899

Az árkok első komolyabb alkalmazására az amerikai polgárháborúban került sor, bár ezeket a konfliktus első két évében nem igazán tartották fontosnak. 1863-tól azonban, különösen a használatban lévő karabélyok hatékonysága miatt, a gyalogság által dominált csatákban az áldozatok száma egyre jelentősebb lett és a konföderációs hadsereg egyre inkább védekezésre kényszerült, így a lövészárkok szerepe felértékelődött. Különösen a Petersburg és Richmond körzetében található hadszíntéren létrehozott árokrendszer érdemel említést, amely joggal tekinthető az első világháborúban alkalmazott lövészárkok elődjének. Ennek hossza elérte a 35 mérföldet (megközelítőleg 56 kilométer). Az árokrendszer megépítésénél gyakran használtak fatörzsekből készített mellvédeket, mivel kevés volt a műszaki katona és az ásáshoz szükséges szerszám. Egyesek még mindig kételkedtek az ilyen fajta hadviselés hasznosságában, mivel nézetük szerint az rossz hatással volt a hadsereg moráljára. Ennek megítélését illetően maga Ulysses S. Grant tábornok is ingadozott.
A korai lövészárok-hadviselés legjobb példája Vicksburg és Petersburg ostroma volt. Vicksburg ostrománál az Ulysses S. Grant tábornok által bekerített konföderációs erők megerősített védelmi vonalat építettek ki, amelyben a tüzérség és a lőfegyverek számára megerősített állásokat alakítottak ki. Grant két sikertelen támadást indított és mindkét alkalommal súlyos veszteségeket szenvedett. Ezt követően a korábbi, Vauban által kifejlesztett taktikához folyamodott és ennek köszönhetően végül sikerült a védőket megtörnie. Petersburg ostrománál hasonlóan, az utánpótlási vonal elvágásával és a veszteségek következtében sikerült a konföderációs hadsereget legyőzniük. Bár a porosz–francia háborúban, a második búr háborúban és az orosz–japán háborúban is megmutatkozott a modern fegyverzet (különösen a géppuska) és a védekező céllal létrehozott lövészárkok hatékonysága, a katonai vezetők főként még mindig a támadásra koncentráltak, így a lövészárok-hadviselés széles körű elterjedésére az első világháborúig nem került sor.

## A lövészárok-hadviselés elterjedése

Brit lövészárok az Albert–Bapaume út közelében Ovillers-la-Boisselle-ben, 1916 júliusában, a somme-i csata alatt. A Cheshire Ezredhez tartozó őrszem körül pihenő bajtársai láthatók

Bár a fent említett tényezők (korszerű gyalogsági lőfegyverek, géppuskák elterjedése, modern tüzérség) a 20. század elejére alapjaiban változtatták meg a modern hadviselést, a legtöbb hadsereg vagy nem volt tudatában a változások következményeinek vagy nem volt hajlandó a szükséges lépéseket megtenni. Az amerikai polgárháború végére a szemben álló felek hónapokig tartó, súlyos személyi veszteségekkel járó csatározásokba bonyolódtak, de a kialakult patthelyzetet nem sikerült megtörni. Ennek ellenére az első világháború kirobbanásakor minden hadviselő fél rövid ideig tartó háborúra és a napóleoni korszakra jellemző manőverekre számított. Ennek megfelelően mind az antant, mind a központi hatalmak haderejében jelentős szerepet szántak a frontra szállított lovasegységeknek. A valóságban azonban a lovasságnak csak elenyésző szerep jutott, elsősorban a háború kezdeti szakaszában. Igen hamar kiderült, hogy a lövészárokban elhelyezkedő, géppuskával és hátultöltő fegyverekkel felszerelt, tüzérség által támogatott gyalogság szinte sebezhetetlen frontális támadással szemben. Az első csaták megvívása és a következmények elemzése után mindkét fél a másik kiépített állásainak megkerülésére és hátbatámadására koncentrált. 1914 szeptemberében kezdődött a „versenyfutás a tengerhez” néven ismert, kisebb csaták és hadműveletek sorozata, amikor a német, francia és az angol haderő egymás után próbált meg átkaroló hadműveleteket indítani. A frontvonal réseibe betörni igyekvő, majd elakadó hadseregek egyre nyugatabbra terjedő védelmi állásokat vettek fel. 1914 végére azután kialakult a belga tengerparttól a svájci határig terjedő lövészárok-rendszer, amely egészen 1918 márciusáig, a nagy német tavaszi offenzíva, majd az azt követő antant ellentámadás kezdetéig meghatározta a nyugati fronton zajló hadműveletek statikus jellegét.
Az első hónapok kezdetleges, sebtében kiásott lövészárkai hamarosan jól kiépített, nemritkán betonnal megerősített védelmi állásokká fejlődtek, nemegyszer több lépcsőben, mélységben tagolt védelmi rendszerekkel, amelynek jó példája a német Hindenburg-vonal. Az így kialakított lövészárokrendszer a legtöbbször képes volt ellenállni a tüzérség összpontosított tüzének és a front egy szűk szakaszára koncentrált gyalogsági egységek támadásának is. A két frontvonal között elterülő senki földje a nyugati fronton átlagosan 90-275 méter széles volt, de helyenként ez akár 30 m-re is lecsökkent. Miután a német egységek 1917 márciusában visszavonultak a Hindenburg-vonalba, a senki földje már egy kilométer széles volt, azonban Gallipoli közelében az ausztrál és a török lövészárkokat helyenként csak 15 méter választotta el egymástól és a katonák szünet nélkül zaklatták az ellenfelet gránátokkal, aknavetőkkel, vagy éppen éjszakai rajtaütéssel. A keleti fronton a csatatér hatalmas kiterjedése és a lövészárok-hadviseléshez szükséges építőanyagok hiánya miatt nem alakult ki a nyugati frontra jellemző állóháború. Hadtörténészek az állóháború helyett a helyzetet jobban kifejező állásháború megnevezést tekintik helytállónak.
Az Alpokban, ahol Olaszország és az Osztrák–Magyar Monarchia hadereje csapott össze, a lövészárkok rendszere a rendkívül meredek hegyoldalakra, illetve a gleccserek belsejére is kiterjedt, egy helyen 3900 méteres magasságban (egy tüzérségi állást az Ortler csúcsára telepítettek a közeli frontvonal támogatásához). A lövészárkok kialakítását itt a kedvezőtlen időjárás és a köves-sziklás altalaj befolyásolta, egyes részeit például az Alpok gleccserein keresztül ásták (mint például Adamello–Presanella térségében).

### A védelmi rendszerek kiépítése

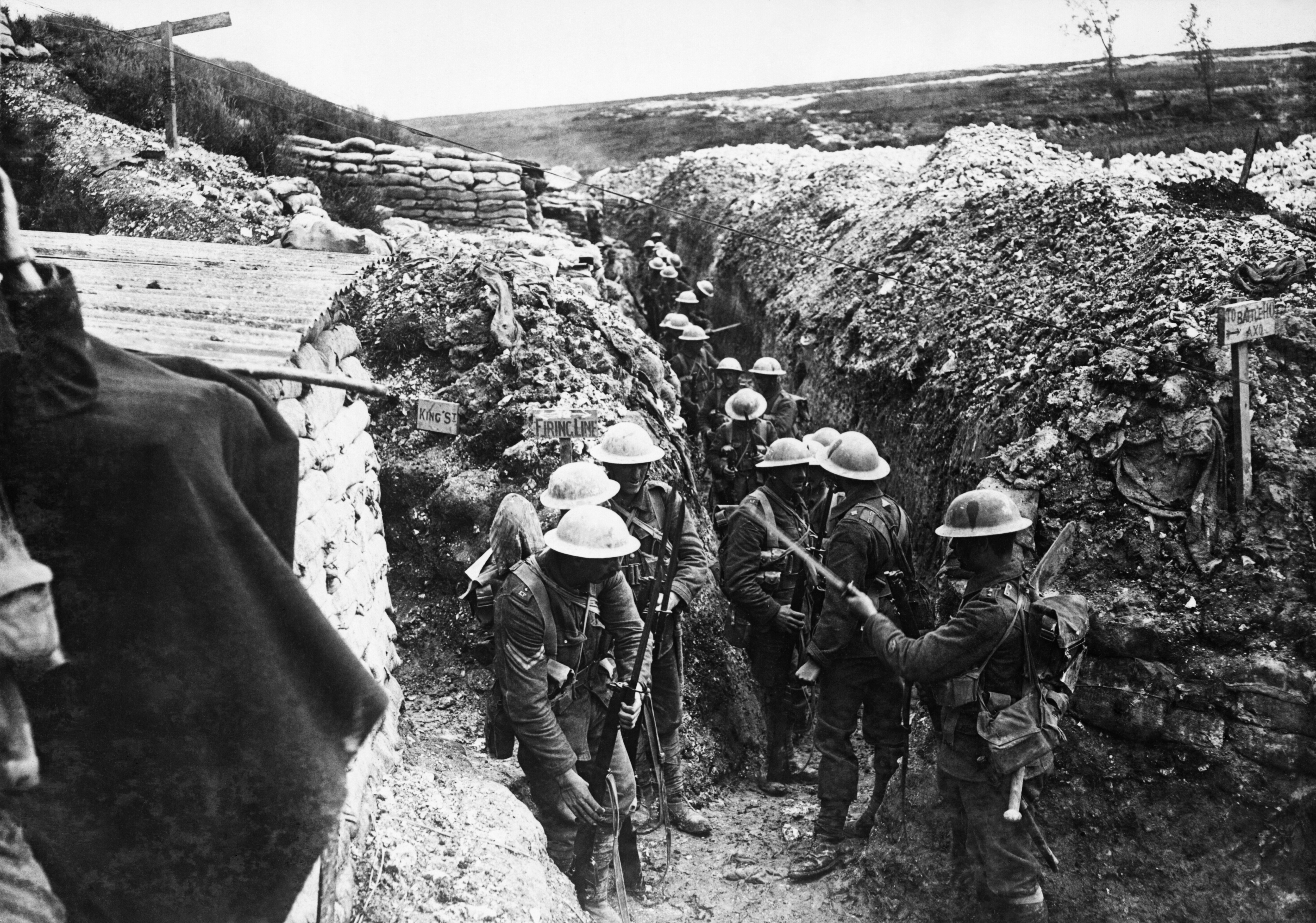
A Lancashire Fusiliers lövészezred, 1. zászlóaljának brit katonái Beaumont Hamel közelében egy összekötő árokban, a Somme folyó mentén, 1916

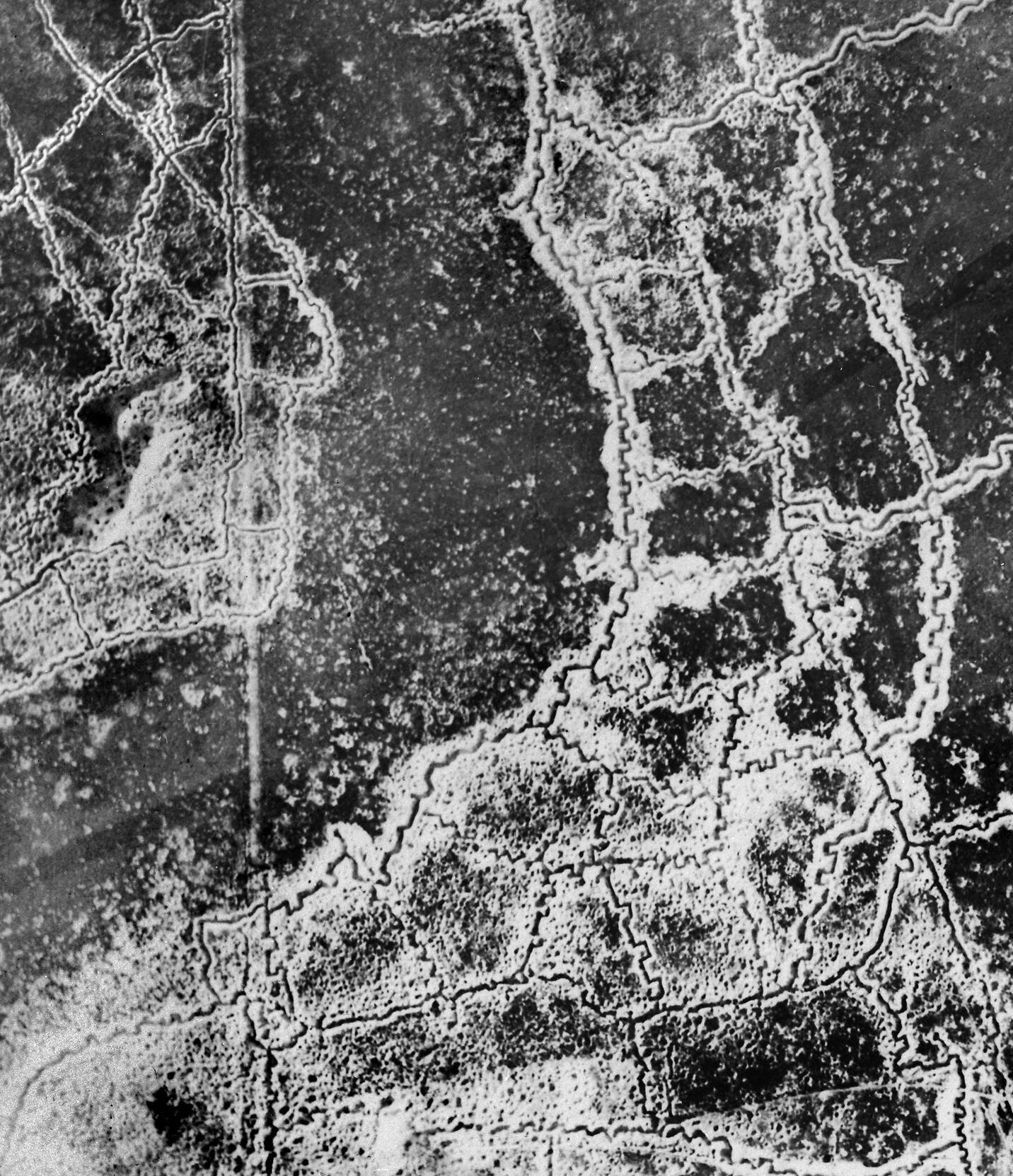
Légifelvétel a Loos és Hulluch között kiépített lövészárkokról, 1917. július. A német lövészárkok a kép jobb szélén és lent találhatók, a brit lövészárkok a bal oldalon és a kép felső részén

Az első világháború kezdetén a brit harcászati szabályzat három vonalból álló lövészárok-rendszer kiépítését írta elő, amelyeket közlekedőárkok kötöttek össze. A közlekedőárkok és a lövészárkok kereszteződését a szokásosnál is jobban megerősítették. Az első lövészárokban csak alacsony létszámú helyőrség állomásozott, nagyobb létszámú csapatokat csak a szürkületi és hajnali időszakban vezényeltek ide. A második vonal általában 60–90 méterrel az első vonal mögött helyezkedett el, és az első vonalban védekező katonák ide vonultak vissza az ellenséges tüzérség tüze elől. A harmadik vonal további 280–460 méterrel hátrébb volt, ahol a tartalékba beosztott egységek katonái gyülekeztek, ha az ellenség által elfoglalt lövészárok visszafoglalására vagy ellentámadásra készültek. Ezt az elrendezést a tüzérség növekvő pontossága és hatótávolsága hamarosan feleslegessé tett, de a front egyes részein a harmadik vonalat elterelésként építették ki, hogy az ellenséges tüzérség tüzét ide összpontosítsa.
1915 májusában a németek értékes kincsre leltek. La Ville-aux-Bois-ban elfogták azokat a francia dokumentumokat, amelyek leírják az új védelmi rendszert. Ahelyett, hogy egy erősen védett frontvonalban gondolkodtak volna, több harclépcsőt iktattak be. A frontvonal lenne a gyéren elfoglalt előretolt állás, ami után többszörösen megerősített géppuskafészkek és fedezékek kerültek volna kifejlesztésre. Ha támadás érte volna a vonalakat, azonnal tartalékokat indítottak volna megerősíteni az állásokat. A védelem teljesen a tüzérségi parancsnok keze alá került volna. A német hadvezetés elfogadta ezt a tervet és így ők kezdték el kiépíteni így az állásaikat.
Nagyobb támadások előkészítéseként gyülekezési árkokat ástak az első vonal közelében. Itt gyülekeztek azok az egységek, amelyek az első hullámban támadó csapatokat követték és felváltották. A senki földjén keresztül ideiglenes árkokat ástak, amelyek különböző célokat szolgáltak: a frontvonalat kötötték össze egy megfigyelő vagy lehallgatóállomással vagy kiindulási pontként szolgáltak egy meglepetésszerű támadásnak.
A frontvonalbeli, mélységben tagolt lövészárokrendszer mögött, rendszerint a fronttól több kilométerre helyezkedett el egy vagy több, részben vagy teljesen előkészített tartalék lövészárok, amelyet az ellenség áttörése esetén a visszavonuló csapatok vagy a beérkező erősítés foglalt el. Elsősorban a német hadsereg járt az élen a mélységben többszörösen tagolt védelmi rendszerek létrehozásában – 1916-ban a Somme folyó völgyében két, egymástól egy kilométer távolságra található lövészárokrendszert építettek ki, míg ezek mögött egy harmadik, részben kész lövészárokrendszer volt előkészítve a brit áttörés esetére. A mélységben tagolt lövészárkok rendszere a sikeres támadást, illetve az áttörés esélyét szinte a nullára csökkentette le, hiszen az első vonal elfoglalása esetén a frontvonalbeli katonák visszahúzódhattak a második vonalba, vagy az itt található tartalék indíthatott ellentámadást az első vonal visszafoglalására.
Mindkét oldalon a lövészárok-rendszer fő védelmi pontjain betonnal megerősített, a tüzérségi gránátoknak ellenálló, szellőzött fedezékeket építettek. Ezeket a föld felszíne alatt 2,5–5 méterre (brit) vagy akár 3–9 méterre (német) alakították ki. A német fedezékeket helyenként három szinten, betonnal megerősítve építhették és a szövetségesek támadást előkészítő tüzérségi tüzének szinte teljes mértékben ellenálltak.
A németek az antant támadásai során hajlandóak voltak feladni az első vonalat és visszavonulni egy jól előkészített második vonalba, amely sikeresen tartóztatta fel az ellenség előrenyomulását, majd ellentámadást indítottak az elveszett állás visszaszerzésére. A németek alkalmazták először a mélységben való védekezés koncepcióját is, amikor a front nem egy vonalban kiásott árok, hanem akár száz méter mélyen kialakított egyéni lőállások rendszere volt. Minden lőállás tűzzel tudta támogatni a szomszédos lőállásokat, és a lőállások között előrenyomuló ellenséget több oldalról is tudták támadni. A háború vége felé a britek is hasonló védelmi rendszert kezdtek kiépíteni, de az 1918 márciusában indított utolsó német támadás idejére még nem sajátították el ezt a védelmi technikát, ami katasztrofális következményekkel járt. A franciák ezzel szemben a tüzérség támogató tüzére és a mélységben elhelyezett tartalékok ellentámadására helyezték a hangsúlyt a lövészárok-hadviselésben, nem pedig a lövészárok-rendszer mélységben történő kiépítésére.

### A lövészárok felépítése

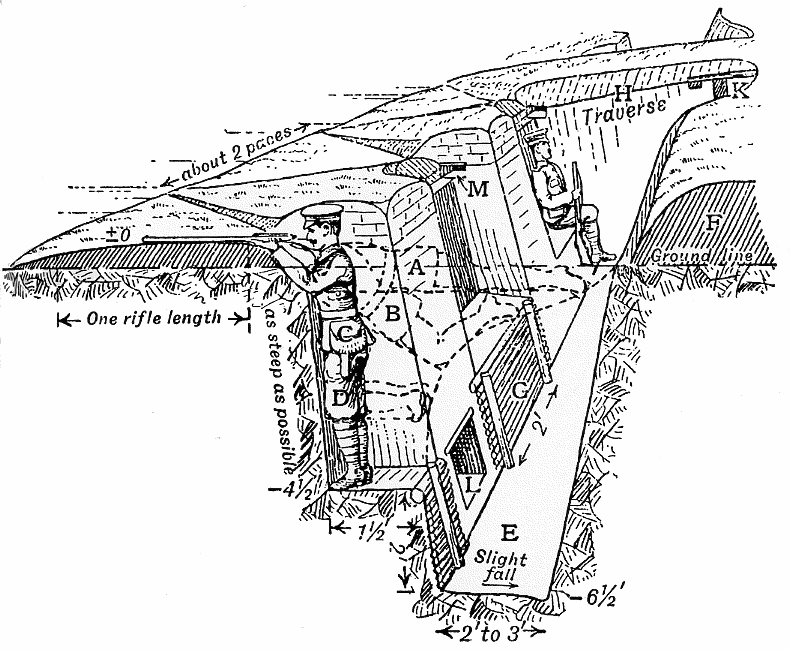
Lövészárok-építési útmutató egy 1914-es brit harcászati kézikönyvből

A lövészárkokat általában törött vagy görbe vonalban építették ki, ezért egy adott pontról mindkét irányban általában legfeljebb 10 métert lehetett belátni. Erre azért volt szükség, hogy a lövészárok egyik pontján betörő ellenséges katonák oldalazó tűzzel ne tudják támadni az árok szomszédos részeit védő katonákat, valamint ha egy tüzérségi lövedék éppen a lövészárokban robbant fel, a kirepülő repeszek is csak az árok egy kis részén okoztak sebesüléseket. A harmadik előnye a görbe vagy törött vonalvezetésű lövészároknak, hogy az ellenséges tüzérség tüzét irányító légi megfigyelők nehezebben tudtak pontos koordinátákat szolgáltatni. A lövészároknak az ellenség felé néző oldalát mellvédnek (az angol katonai terminológiában parapetnek) nevezték, itt volt egy lőpad, amelyre fellépve tüzeltek a katonák. A lövészároknak a hátország felé néző oldala volt a parados, amely a katonák hátát védte a frontvonal mögött becsapódó gránátok repeszeitől. Az árok oldalait homokzsákokkal, fapalánkokkal vagy dróthálóval erősítették meg, az árok aljára fa palánkokat helyeztek.

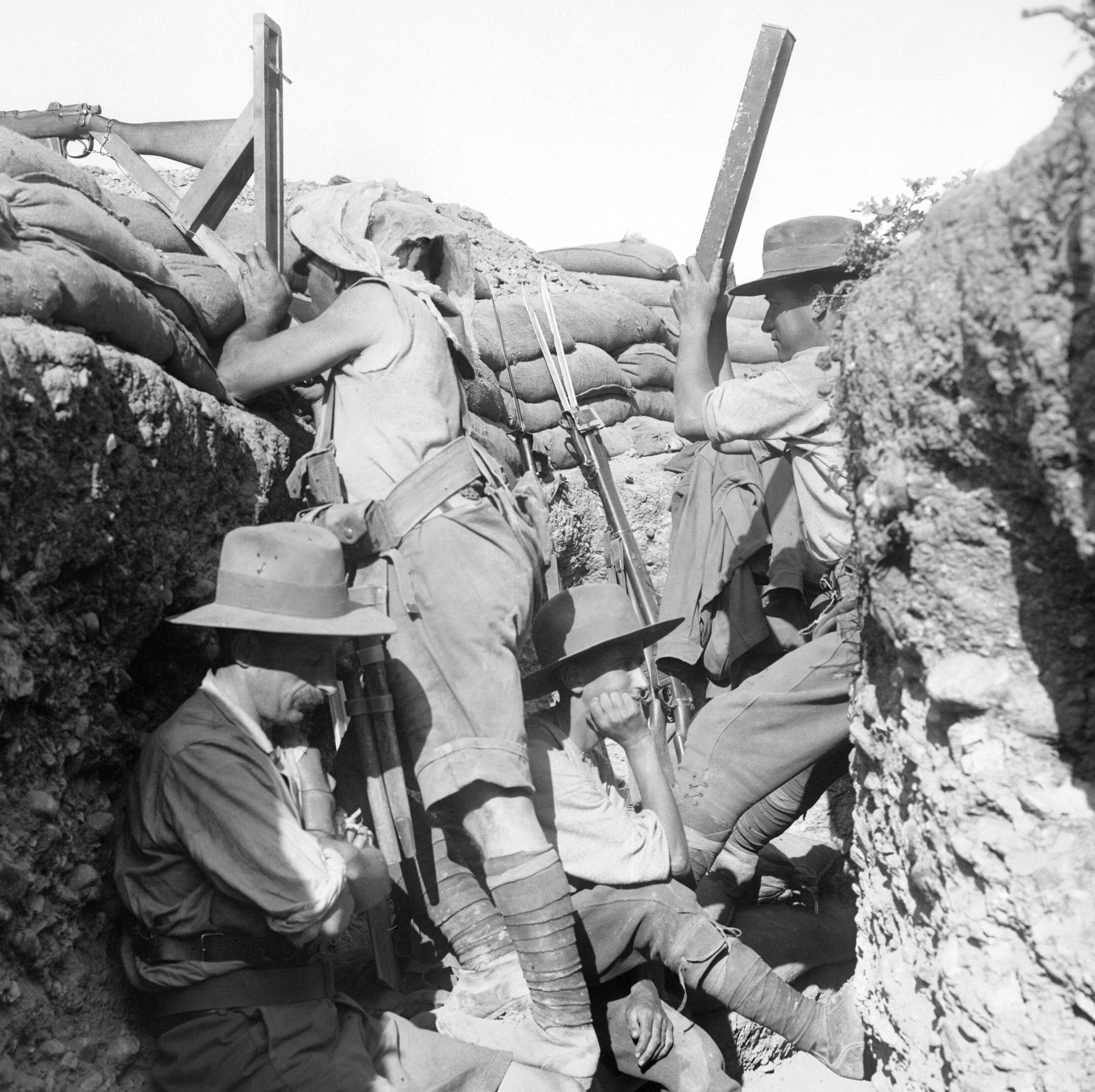
Az ausztrál könnyűlovasság (Australian 2nd Light Horse Regiment) egyik katonája periszkóppal felszerelt puskával tüzel, Gallipoli, 1915

A mellvédbe általában kémlelőlyukakat vagy réseket vágtak, amiken keresztül szemmel lehetett tartani az ellenséget. Ez lehetett egy rés a homokzsákok között, vagy akár acéllemezzel megerősített kémlelőlyuk a mellvédben. A német mesterlövészek páncéltörő lövedékkel igyekeztek a kémlelőlyukak mögött megfigyelt katonákat kilőni. Éppen ezért a mellvéd feletti megfigyelés egyik eszköze volt a periszkóp, amelynek legegyszerűbb formája egy botra erősített két tükördarab volt. A Gallipoli körüli lövészárkokban, ahol a terepviszonyok miatt az ausztrál és új-zélandi katonák állásaira kitűnő rálátása volt a török hadseregnek, kifejlesztették a periszkóppal felszerelt puskát, amely lehetővé tette a török állások elleni tüzelést a katonák veszélyeztetése nélkül.
Az árok kiásásának három lehetséges módja volt: a legegyszerűbb változat szerint a katonák saját maguk előtt ásták ki az árkot, a kitermelt földből emelve a mellvédet. Ez azonban, bár egy időben akár több kilométeres arcvonalon is lehetővé tette a lövészárok kialakítását, az árkot ásó katonákat kitette az ellenség tüzének. Az árok kialakításának második változata, amikor egy teljes mélységű árok oldalfalát ásták tovább, így bár csak egy-két katona tudott egyszerre árkot ásni, de az ellenség tüzétől védve voltak. Ennek egy további változata volt, hogy a talaj legfelsőbb rétegét nem távolították el, vagyis az árok (tulajdonképpen akna) rejtve maradt az ellenség elől egészen addig, amíg teljesen el nem készült. A brit harcászati szabályzatok becslése alapján 450 katona 6 óra alatt (azaz egy éjszaka) tudott teljes mértékben kiásni egy 250 méter hosszúságú lövészárkot az első módszerrel. Elkészülte után az árok folyamatos karbantartásra szorult az ellenséges tüzérség vagy az időjárás okozta károk kijavítása érdekében.

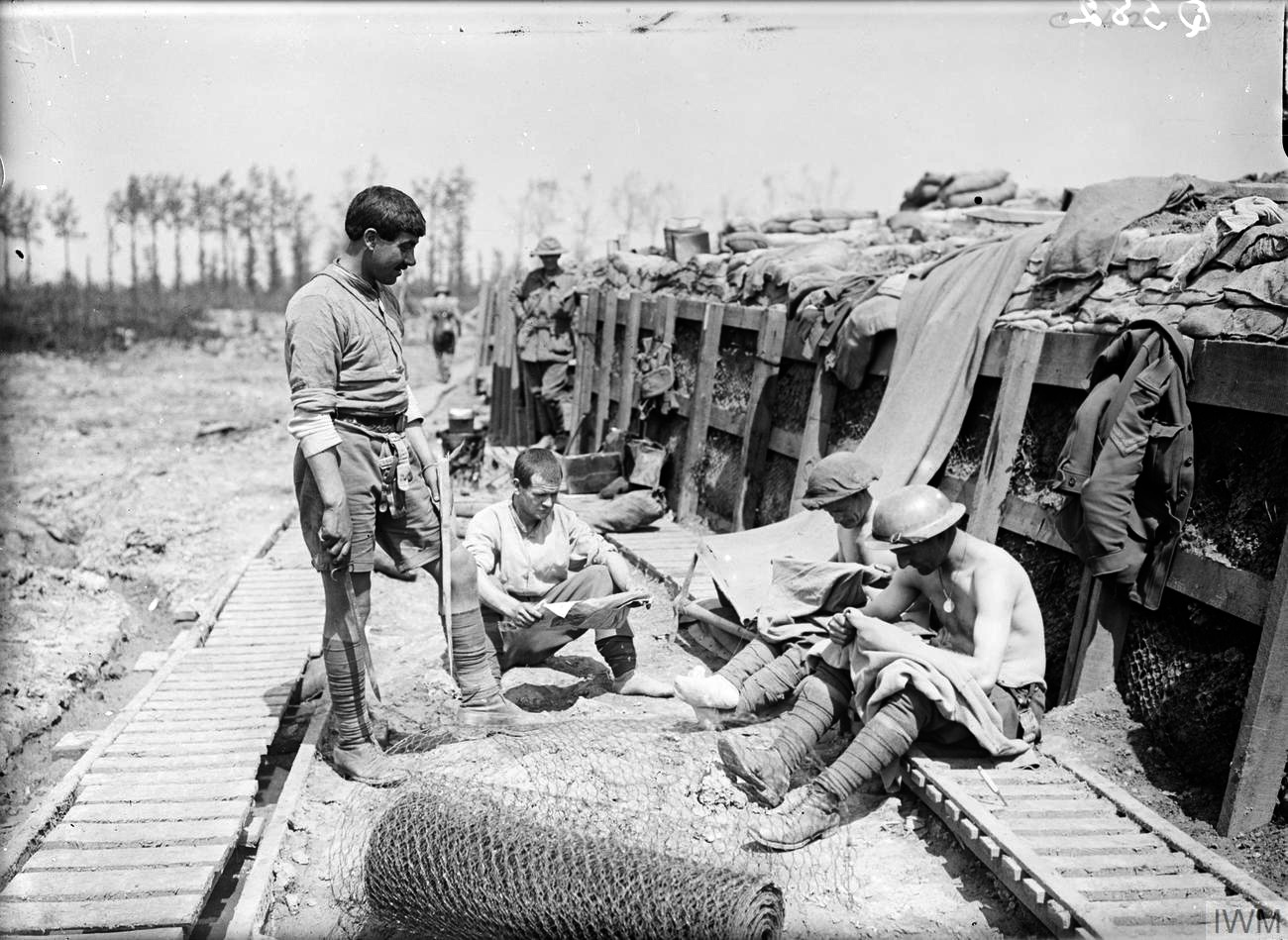
A 2. ausztrál hadosztály katonái által épített mellvéd Armentières közelében, 1916

A nyugati front flandriai szakasza, ahol a világháború leghevesebb csatáit vívták, különösen nagy problémákat támasztott a lövészárokban védekező katonák számára. A tüzérség koncentrált tüze tönkretette, szétrombolta a talajvizet elvezető csatornák hálózatát, illetve a belga hadsereg felrobbantotta az alacsonyan fekvő vidéket a tengertől védő zsilipeket. Ezért a legtöbb helyen a talajvíz szintje szinte közvetlenül a földfelszín közelében volt, vagyis a lövészárkokat hamarosan ellepte a talajvíz. Ennek elkerülésére Flandriában egyes helyeken a lövészárkokat a föld felett készítették el, homokkal vagy agyaggal töltött zsákokból. Kezdetben az „árok” mindkét oldalát, de később csak a mellvédet építették meg, így a második vonal továbbra is tűz alatt tudta tartani az első vonalat elfoglaló ellenséget.

### A lövészárok-hadviselés földrajzi tényezői

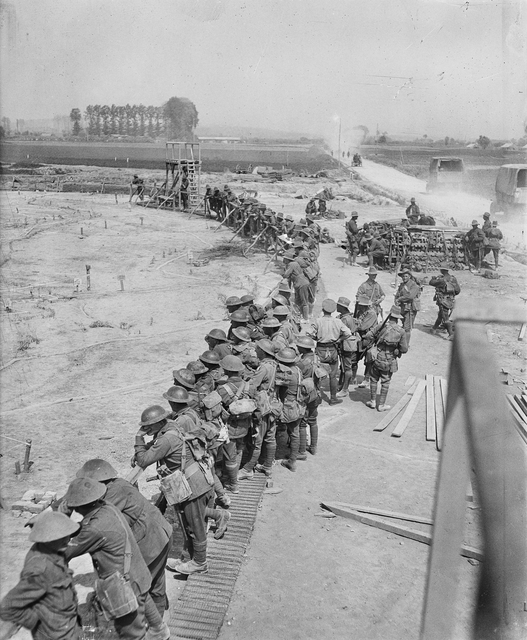
Ausztrál katonák a támadás megindulása előtt a messines-i német védelmi állások makettjét tanulmányozzák

A lövészárok-hadviselés igényei miatt hamarosan átalakult a frontvonal és a hátország képe. A front közelében az utak és vasutak hagyományos hálózatát felváltotta a közlekedőárkok és kisvasútvonalak rendszere. Különösen a flandriai és észak-francia síkságon, minden kis kiemelkedés stratégiai jelentőségre tett szert, hiszen innen szemmel lehetett tartani az ellenséges vonalakat. Hatalmas küzdelmeket vívtak a legkisebb természetes vagy mesterséges kiemelkedésért, mint például a messinesi gerinc, a Kemmel melletti hegy, vagy például egy magasabb templomtorony, szélmalom vagy erdőség. A legtöbb helyen azonban a harcok olyan hevesek voltak és a kis területre koncentrált tüzérségi tűz olyan pusztítást végzett, hogy ezek a földrajzi jellegzetességek rövid idő alatt eltűntek és csak a térkép őrizte megnevezéseiket.

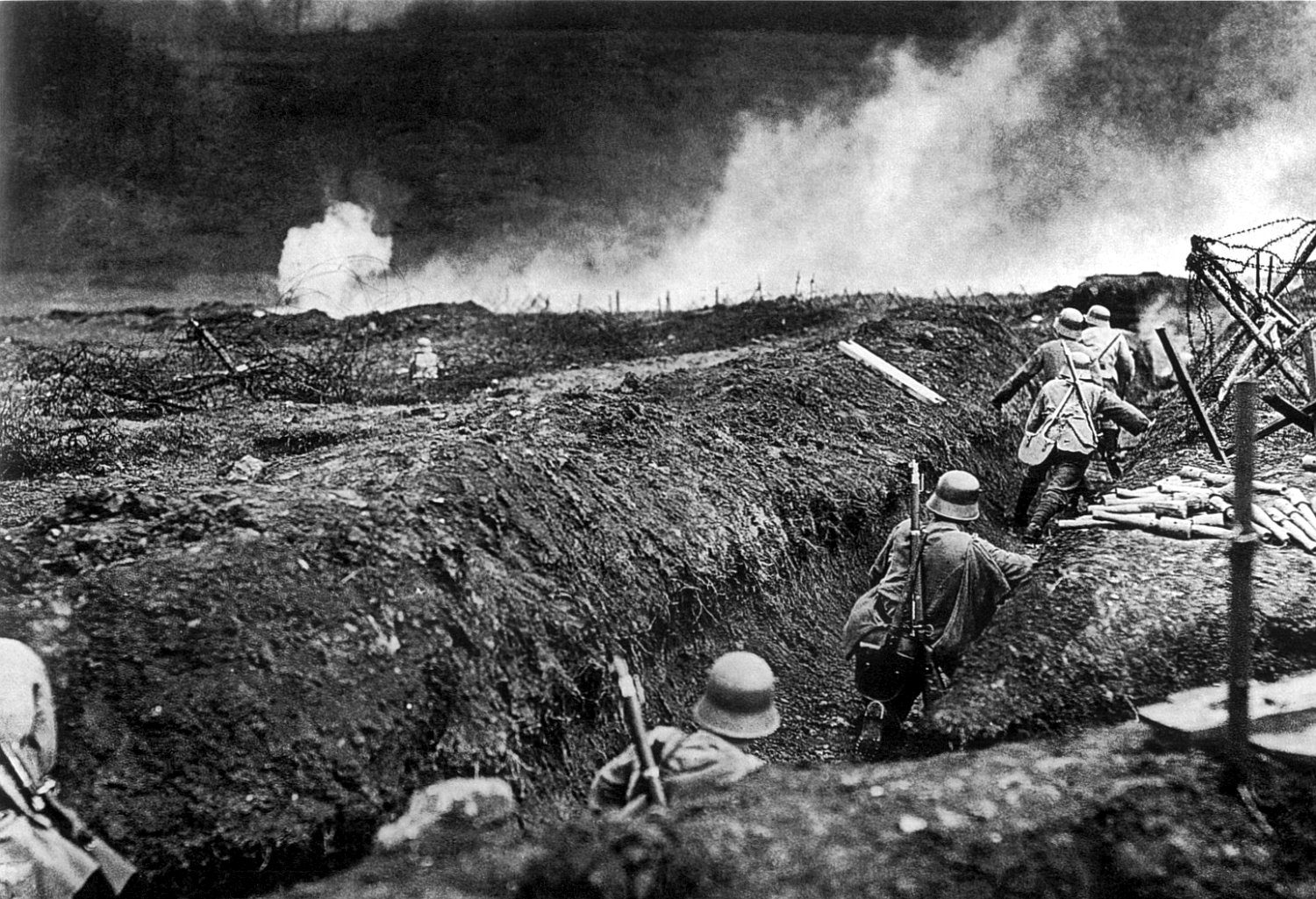
Német rohamcsapatok katonái lángszóró használatát gyakorolják Sedan francia város közelében, 1917. május

## Élet a lövészárokban
A frontvonalban szolgáló alakulatok katonái általában rövid időt töltöttek az első vonalban: egy naptól két hétig terjedő időszak volt az általános, mielőtt az alakulatot visszavonták tartalékba vagy a hátországba. Az ausztrál 31. ezred katonái egy alkalommal 53 napot töltöttek az első vonalban Villers-Bretonneux közelében, de ez kivételnek számított. A tipikus frontkatona idejét a következőképpen osztotta meg:
- 15% az első vonalban
- 10% a támogató lövészárkokban
- 30% tartalékban
- 20% pihenés
- 25% egyéb (kórház, utazás, menet, eltávozás, kiképzés stb.)

A frontvonalbeli szolgálat során ritka volt, hogy az átlagos katona részt vegyen valamilyen hadműveletben, általában évente néhányszor került sor nagyobb támadásra, védekezésre vagy egy rajtaütésre. A kiemelt harcértékű, „elit” egységek katonái természetesen sokkal több küzdelemben vettek részt, ilyen alakulatok voltak például a szövetségesek oldalán a brit reguláris hadosztályok, a kanadai hadosztály, a francia XX. hadosztály, valamint az ausztrál és új-zélandi egységek (ANZAC), vagy német oldalon a speciális kiképzésben részesült rohamosztagok.

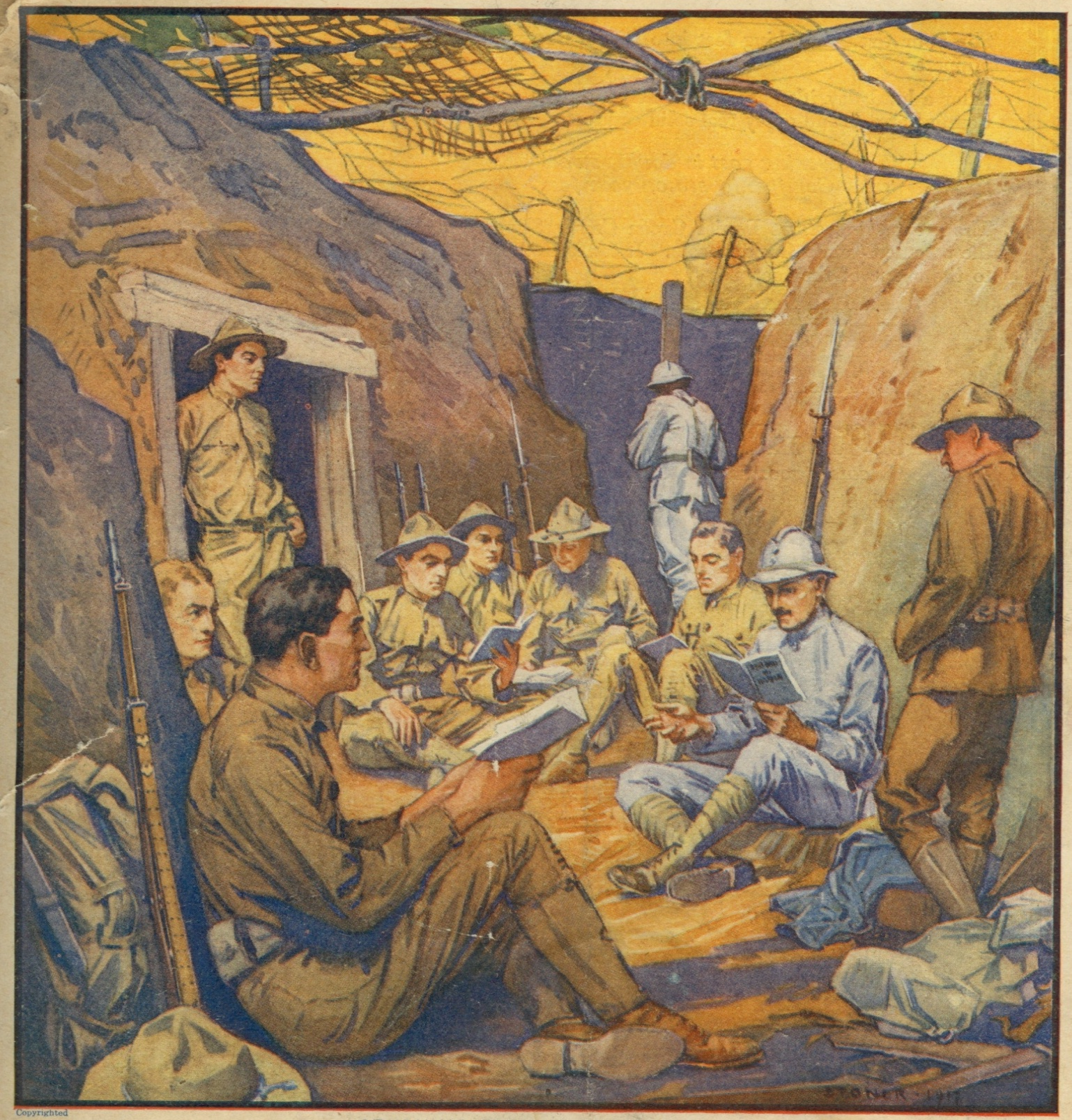
„Francia nyelvlecke a lövészárokban”. A Literary Digest folyóirat címlapja, 1917. október 20.

A front egyes szakaszain a háború egész ideje alatt csak minimális harctevékenységre került sor, ezért az élet a lövészárokban viszonylag könnyű volt. Amikor a sikertelen gallipoli támadás után az 1. ANZAC hadosztályt kivonták a küzdelmekből 1916 áprilisában, Franciaországba, az Armentières közelében húzódó frontszakaszra küldték az alakulatot „pihenni”. A front más szakaszain viszont szűnni nem akaró harcok dúltak, mint például a flandriai Ypres városa körüli részen, ahol a szövetséges csapatok által elfoglalt kiszögellést szinte állandó német támadások érték. Még a „csendes” frontszakaszokon is rendszeresek voltak a napi veszteségek, az ellenséges tüzérség és mesterlövészek tüze, váratlan gáztámadás vagy éppen betegség miatt. 1916 első hat hónapjában, a nagy somme-i támadás előtt a britek semmilyen jelentősebb hadműveletben nem vettek részt a nyugati fronton, ennek ellenére ebben az időszakban 107 776 fő halottat, sebesültet és hadifoglyot vesztettek ezen a frontszakaszon. A frontvonalban bevetett alakulatok veszteségei csendes időszakban is óriásiak voltak: minden 8 katonából 1 tért vissza sebesülés nélkül a hátországba.

### Harcrend a fronton
A front egy szektorán kialakított lövészárokrendszer védelmét rendszerint egy hadtest egységei, általában három gyalogos hadosztály biztosította. Ebből két hadosztály az első vonalbeli állásokat tartotta, míg a harmadik a második vonalban, tartalékként helyezkedett el. Ezt a felosztást az alacsonyabb szinten elhelyezkedő egységek és alegységek is követték, tehát egy dandár három ezredéből kettő a frontvonalon szolgált, egy tartalékban, stb. Minél alacsonyabban volt egy egység a katonai hierarchiában, annál gyakrabban váltották fel a frontvonalról és helyezték tartalékba, majd vissza a frontra.

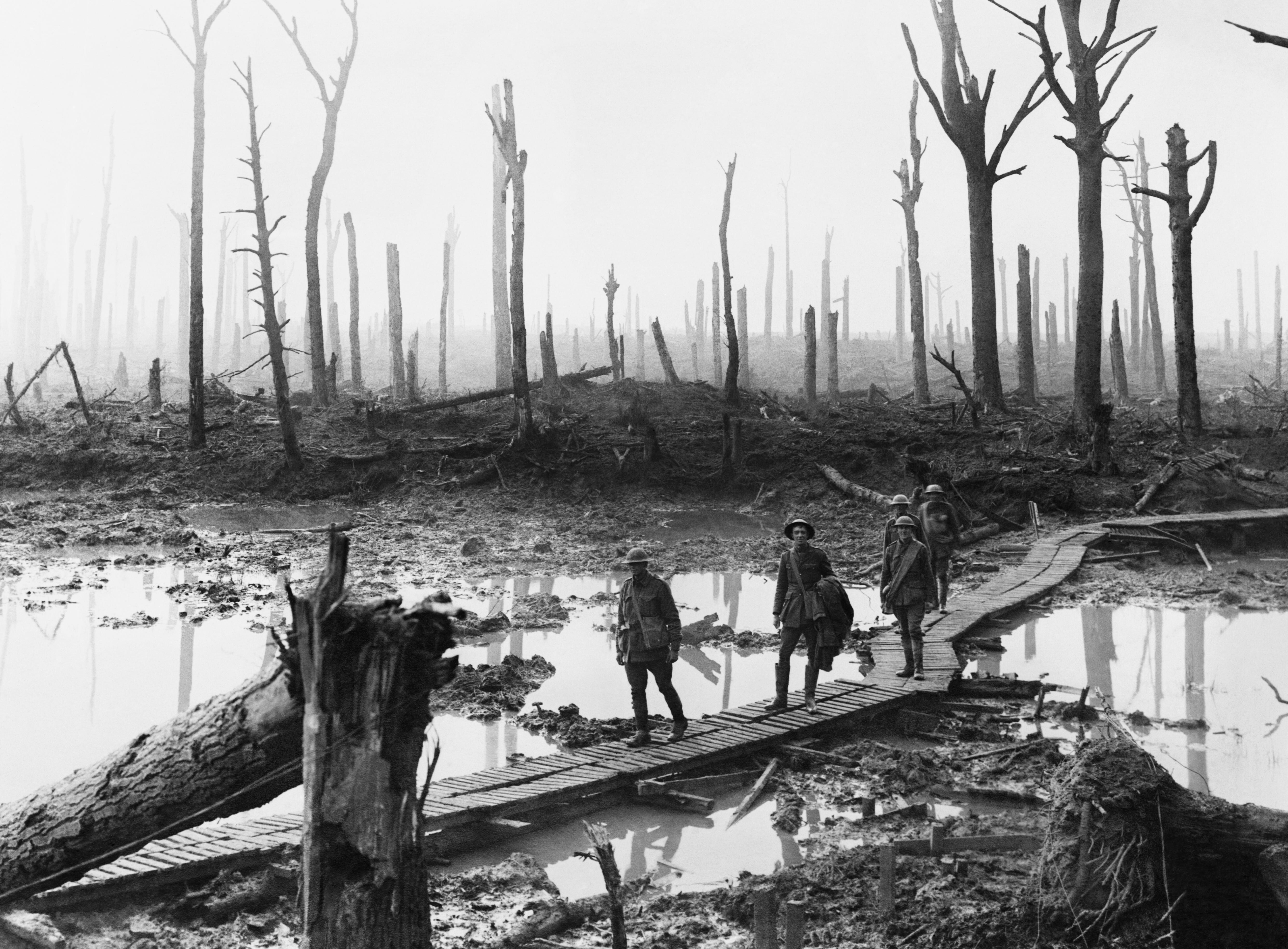
A 4. ausztrál hadosztályhoz tartozó 10. tábori tüzérezred katonái az ypres-i kiszögellés közelében, 1917. A katonák a „Chateau Wood” nevű erdő maradványai között kelnek át az ingoványos talajra fektetett deszkák segítségével. A heves tüzérségi tűz által felkavart talajt a sok esőzés és a környék elárasztása miatt megemelkedett talajvíz veszedelmes mocsárrá változtatta. Nemritkán előfordult, hogy a pallóról letévedő katonák a mocsárban lelték halálukat

Napközben a mesterlövészek, valamint az előretolt megfigyelők által irányított tüzérségi tűz mindenfajta mozgást rendkívül veszélyessé tett a lövészárokban. Ilyenkor szinte semmilyen tevékenységet nem lehetett végezni, ezért csak éjszaka lehetett utánpótlást kihordani, javítási munkálatokat végezni, sebesülteket és holtakat hátraszállítani, vagy a csapatok váltását lebonyolítani, az árokrendszert és a szögesdrótakadályokat karbantartani, fejleszteni, és az ellenséges pozíciókat felderíteni. Az előretolt állásokban elhelyezett fülelők igyekeztek az ellenséges őrjáratokat, munkacsapatokat vagy éppen egy támadás előkészületeit kiszúrni. A senki földjén találkozó őrjáratok általában elkerülték a közvetlen összecsapásokat, legalábbis a lőfegyverek használatát, mert ilyenkor mindkét fél tüzet nyitott a szóban forgó területre tüzérségi és gyalogsági fegyvereiből.

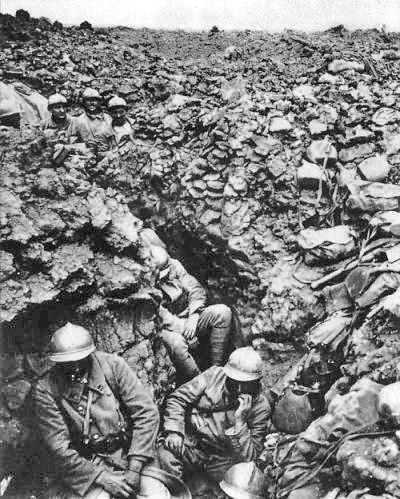
A francia hadsereg 6. hadosztályának kötelékébe tartozó 87. ezred katonái a Verduntől északnyugatra található „314. számú magaslat” oldalába vágott lövészárkukban, 1916

1915 februárjában a kanadai könnyűlovasság egységei hajtottak végre először éjszakai rajtaütést a német lövészárkok ellen, hogy foglyokat ejtsenek, felderítsék az ellenséges lövészárkot, valamint térképeket, dokumentumokat, élelmiszert és egyéb ellátmányokat zsákmányoljanak. A háború során a rajtaütések végrehajtása aztán mindkét fél számára bevett gyakorlattá vált. Elsősorban a brit hadsereg vezetése a rajtaütésekkel a katonák harci szellemét kívánták fenntartani, illetve a senki földjét igyekezték ellenőrzésük alá vonni éjszakára. A rajtaütések egyik következménye volt, hogy az ellenség katonái nem tudtak pihenni, érzékeny veszteségeket szenvedtek és általában a saját vonalakra vonták a tüzérség tüzét is.
A háború első éveiben még lehetséges volt „meglepetésszerű” rajtaütést végrehajtani, de később csak gondosan megtervezett és pontosan kivitelezett rajtaütések voltak sikeresek. 1916 után az átlagos rajtaütés a gyalogság és a tüzérség pontos együttműködését kívánta meg: a rövid ideig tartó tüzérségi támadás megsemmisítette a szögesdrótakadályokat, illetve időlegesen visszavonulásra vagy fedezékbe húzódásra kényszerítette az első vonalbeli katonákat. A tüzérség tüze ekkor általában a második vonal zavarására és az utánpótlás megakadályozására váltott, míg a gyalogság betört az ellenséges vonalakba. A tüzérségi támogatás nagy hátránya volt, hogy az ellenség időben értesült a rajtaütés lehetséges helyéről és távolabbi szektorokból is mozgósíthatta tartalékait, illetve saját tüzérsége támadhatta a támadó fél kiindulási állásait.

## Halál a lövészárokban
Az első világháború során a hadseregek személyi állományának kb. 10%-a halt meg, további 40–50% sebesülés miatt vált harcképtelenné. Összehasonlításképpen, a britek által vívott második búr háborúban a halottak aránya kb. 5%, míg a második világháborúban kb. 4,5% volt. A nyugati fronton, elsősorban a brit és a gyarmati katonákból álló egységeknél, a halottak aránya akár a 12,5%-ot is elérhette. Mivel minden frontvonalban szolgáló katonára akár három vagy több hátországbeli katona (tüzér, szállító, egészségügyi, parancsnokság, repülők stb.) jutott, a frontvonalbeli alakulatok veszteségei akár a 40–50%-ot is elérhették (halottakban), vagyis az első vonalakban harcoló katonák esélye, hogy a háborút sebesülés nélkül túléljék, szinte a nullával volt egyenlő.

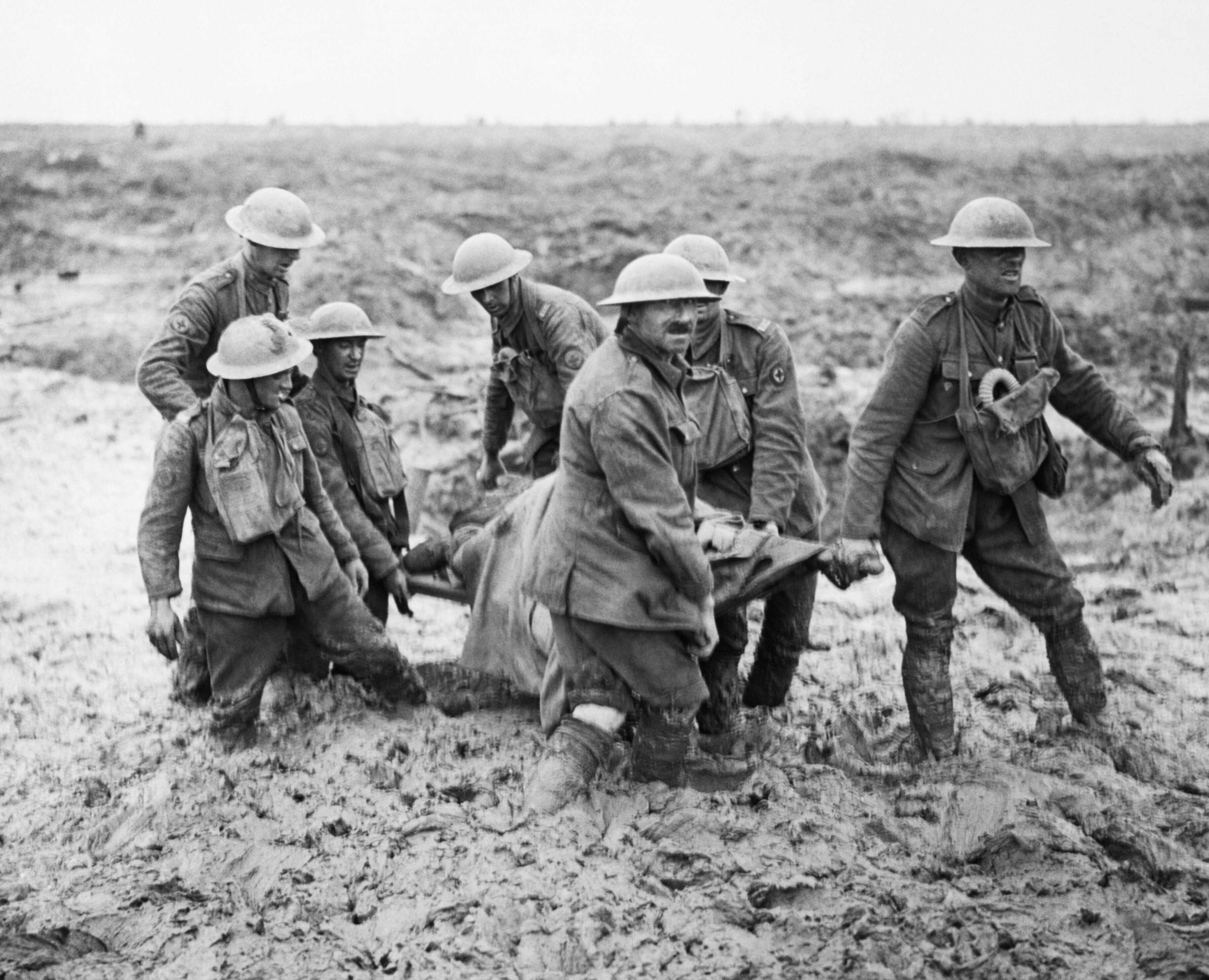
Sebesülthordozók Passchendale közelében, 1917. augusztus

Az orvostudomány korabeli szintjének megfelelően a sebesültek orvosi ellátása igen kezdetleges volt, és mivel a penicillint és más antibiotikumokat ekkor még nem fedezték fel, akár a legkisebb sérülés is elfertőződhetett és vérmérgezés miatt a katona meghalt vagy a sebesült végtagot amputálni kellett. A német hadsereg feljegyzései alapján a közvetlenül nem életveszélyes lábsérülések 15%-a és a karsérülések 25%-a vezetett a sebesült katona halálához. Az amerikai hadsereg feljegyzései szerint a vérmérgezést kapott katonák 44%-a, az összes sebesült katona 50%-a és az alhasi sérülést szenvedett katonák 99%-a meghalt. Az összes sebesülés 75%-át a tüzérségi lövedékek repeszei okozták, amelyek általában nagyobb traumát okoztak, mint a gyalogsági lövedékek lőszerei. A repeszek általában szennyező anyagokat is sodortak a sebbe, amely így sokkal nagyobb valószínűséggel fertőződött el. Emiatt háromszor akkora volt a valószínűsége, hogy a sebesült katona belehal a repeszek okozta sérülésbe, mintha ugyanazt a sebesülést gyalogsági fegyver okozta volna. A tüzérségi lövedékek felrobbanása, a légnyomás is halálos sérüléseket okozhatott, a pszichológiai károsodásról nem is beszélve. A hosszabb tüzérségi támadást túlélő katonák igen gyakran sokkot kaptak, amelyet akkoriban nem ismertek fel, de poszttraumatikus stressz szindróma miatt mégis harcképtelenek lettek.

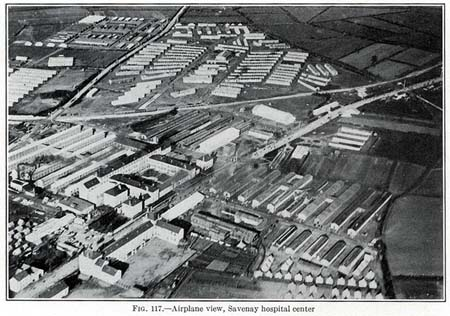
Amerikai tábori kórház a franciaországi Savenay közelében, 1918. A kórház összesen sebesült katonát tudott fogadni

A korábbi háborúkhoz hasonlóan a halálozások nagy részét fertőzéses betegségek okozták. A lövészárkokban uralkodó közegészségügyi és tisztasági viszonyok (illetve ezek hiánya) miatt általános volt a járványos hasmenés, a kolera és a tífusz megjelenése. A legtöbb katona parazitáktól és az általuk terjesztett fertőző megbetegedésektől is szenvedett, ezért mindennapos volt a fej, a haj, a testhajlatok és a ruházat fertőtlenítése. A katonák egyenruháját időnként fertőtlenítették, kigőzölték, de a hajlatokban megbúvó petékből a bolhák, tetvek hamarosan ismét kikeltek – az egyetlen megoldás a fertőzött ruházat elégetése volt. A személyes tisztálkodás hiánya és a nedves környezet gyakran vezetett a száj és a láb fertőzéseihez. A katonák másik nagy ellensége a hideg volt, mivel a téli hónapokban a nyugati és a keleti fronton jóval fagypont alá süllyedhetett a hőmérséklet és az ellenséges támadás veszélye miatt a lövészárkokban nem lehetett tüzet gyújtani.

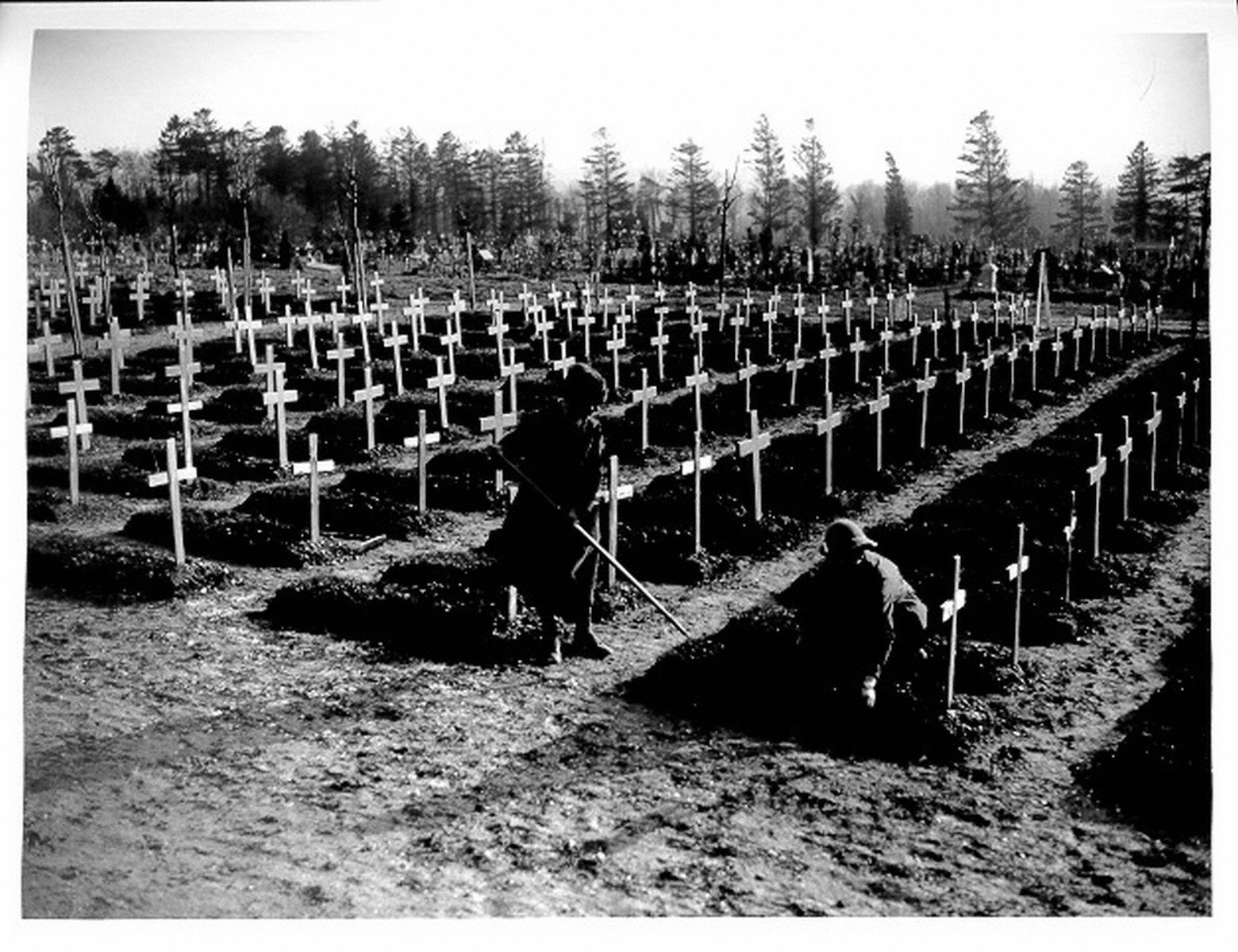
Brit katonai temető a franciaországi Abbeville közelében, 1918

A halottak eltemetése általában olyan luxus volt, amelyet egyik fél katonái sem engedhettek meg maguknak gyakran. A senki földjén elesett katonák holtteste egészen addig ott maradt, amíg a frontvonal el nem mozdult valamelyik irányba vagy szünet állt be a harccselekményekben, bár eddigre a legtöbb holttest a felismerhetetlenségig elbomlott. Egyes frontszakaszokon, mint például Gallipoli közelében, a halottakat csak a háború után temették el. A nyugati front egykori helyszínén árkok vagy alapok kiásása során a mai napig rátalálnak az első világháborúban elesett emberek maradványaira.

## Az első világháborús lövészárok-hadviselés fegyverei

### Gyalogsági fegyverek

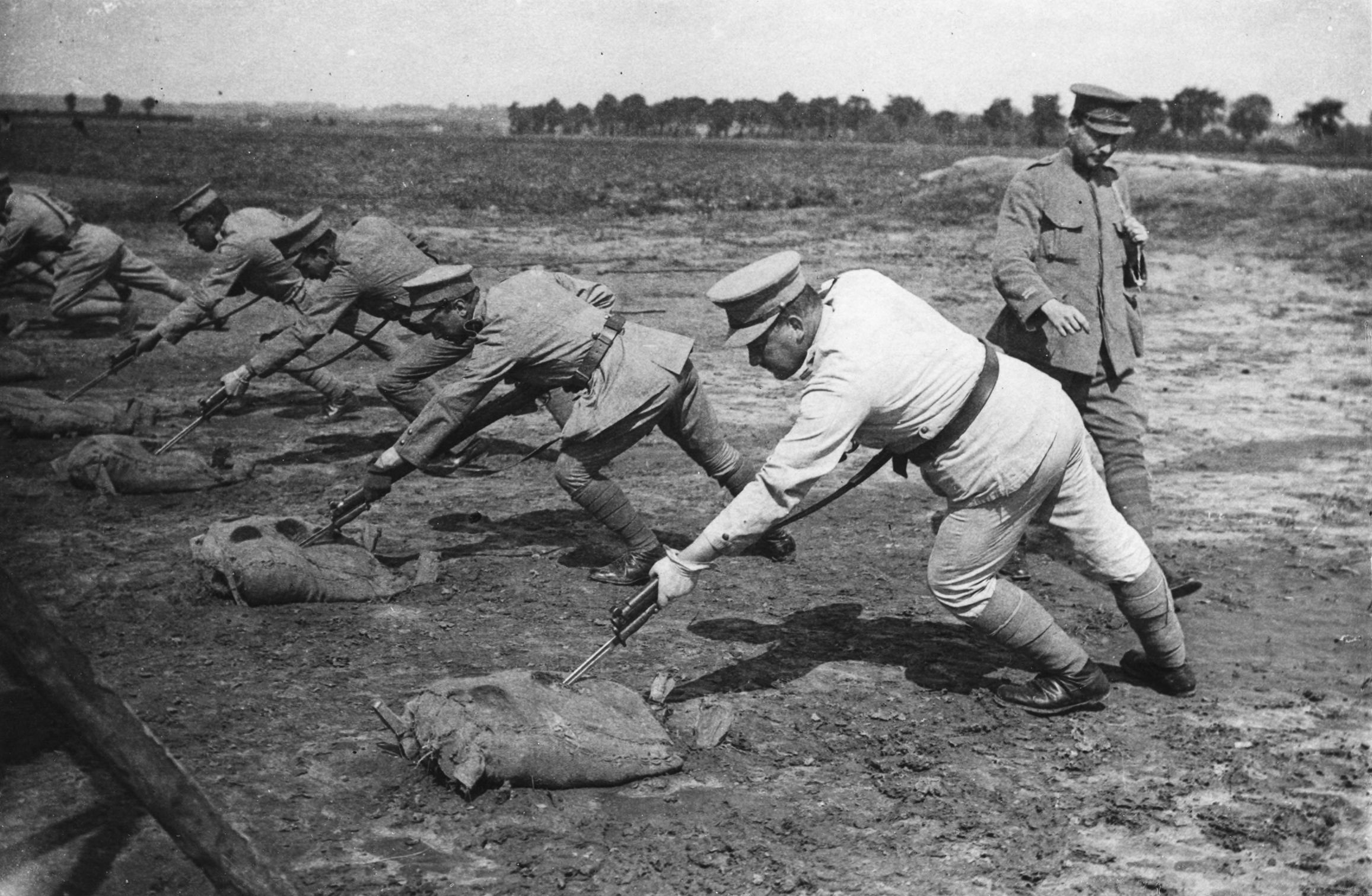
Portugál katonák karabéllyal és szuronnyal gyakorlatoznak, 1917–1918

Az első világháborús katonák felszereléséből négy fegyver volt igen fontos a lövészárokban: a puska, a szurony, a sörétes puska és a kézigránát. A britek Lee-Enfield karabélya kezdetben a lovasság fegyvere volt, innen vette át a gyalogság is, hatótávolsága kb. 1200-1300 méter volt. A háború elején a britek a monsi vagy az első ypres-i csata során a jól képzett gyalogos katonák összehangolt tüzelése révén, képesek voltak eredményesen megállítani a német támadásokat. Erre annál is inkább szükségük volt, mivel a brit expedíciós hadtestnek összesen kb. 200-300 géppuska állt rendelkezésére a háború első szakaszában. Később a briteknek már nem volt lehetőségük kellő számú lövészkatona összevonására, de eddigre tömegesen használták a géppuskákat a német hadsereg példáján okulva.
A brit gyalogosok fegyverzetéhez tartozott egy 53 cm hosszú szurony, amelyet azonban hossza miatt csak nyílt terepen lehetett eredményesen alkalmazni. Ilyen helyzetben a közelharc során azonban a szurony gyakran és előszeretettel használt fegyver volt, hiszen egy lövés akár saját bajtársat is megsebesíthetett, illetve az éjszakai rajtaütés során riadóztatta az ellenséget. A brit adatok szerint a sebesüléseknek csak 0,3%-át okozták szuronnyal, de ezek a sérülések általában halált okoztak. A támadás során megsebesült ellenséges katonáknak szuronnyal adták meg a kegyelemdöfést, hogy ezzel is csökkentsék a lőszerfelhasználást és minimalizálják a hátbatámadás veszélyét.
A német oldalon a legelterjedtebb gyalogsági fegyver a 7,92×57 mm-es lőszerrel ellátott (.323 kaliberes) Mauser Gewehr 98 puska volt. Kisebb tárja és az újratöltés alacsony sebessége miatt kevésbé volt alkalmas gyorstüzelésre (amit bőven ellensúlyozott a németek kezdeti fölénye a géppuskák számában és minőségében). A német katonák az S98/05 „Butcher-blade” típusú szuronyt használták, amely hossza miatt a közelharcban szintén nehezen volt használható.
A legtöbb katona a szabvány szurony helyett inkább egy gyalogsági ásót élesített meg, amely méretei miatt a lövészárokban vívott közelharc során sokkal hatékonyabb volt és szükség esetén eredeti rendeltetésének megfelelően, újabb lövészárok vagy menedék kiásására is felhasználható maradt. A hadseregek szabványos fegyverzete mellett számos rögtönzött, kézzel eszkábált fegyvert használtak a katonák, mint például fából és acélból készült buzogányokat, késeket és egyéb közelharci eszközöket. A háború előrehaladtával ezek közül egyeseket szabványosítottak és a rendes felszerelés részei lettek.

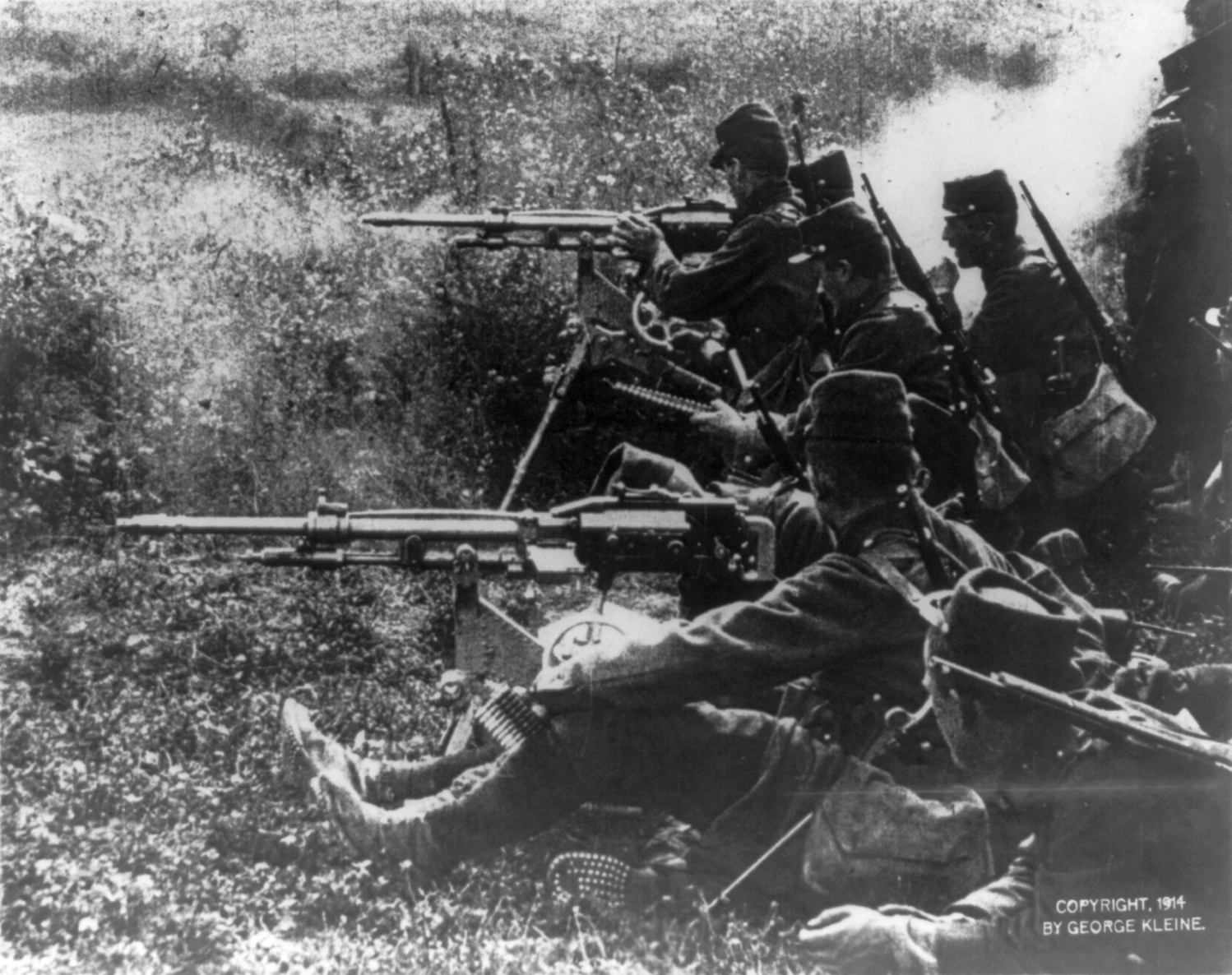
Francia gyalogos alegység két St. Étienne Mle 1907 típusú géppuskával, 1914

Az amerikai hadsereg katonáinak kedvelt fegyvere volt a sörétes puska v. (pump action shotgun), amely a közelharcban olyan félelmetes fegyver volt, hogy a németek hivatalosan elítélték használatát, és kijelentették: minden hadifogoly, akinél ilyen fegyvert találnak, az életével fizet. Az amerikai hadsereg a shotgun speciális változatát kezdte a lövészárokban harcoló egységeknél rendszeresíteni, amelyet rövidebb cső, nagyobb tárkapacitás, a cső köré kialakított hőszigetelés és az M1917 szurony felszerelését lehetővé tévő kiegészítők jellemeztek. Egyes brit, ausztrál és új-zélandi katonák is előszeretettel használtak lefűrészelt csövű sörétes puskákat, amelyeket azonban sportlőfegyverekből alakítottak át.
A lövészárok-hadviselés egyik jellegzetes fegyvere a kézigránát volt, amelyet elsősorban védelmi harc során, a nyílt terepen át támadó ellenség támadására vetettek be. Mindkét fél rövidesen különleges egységeket hozott létre a kézigránátos támadások kivitelezésére. A kézigránát lehetővé tette az ellenség támadását anélkül, hogy a katona kitette volna magát az ellenség tüzének és a gránát repeszhatása miatt nem is kellett pontos találatot elérni. A németek és a törökök már a háború elején jól el voltak látva kézigránátokkal, de a brit hadsereg az 1870-es években feloszlatta a gránátos csapatokat és a háború elején a katonáknak kellett rögtönzött bombákat barkácsolni. 1915 vége felé kezdték csak ellátni a fronton harcoló csapatokat megfelelő mennyiségű Mills típusú kézigránáttal.

### Géppuska

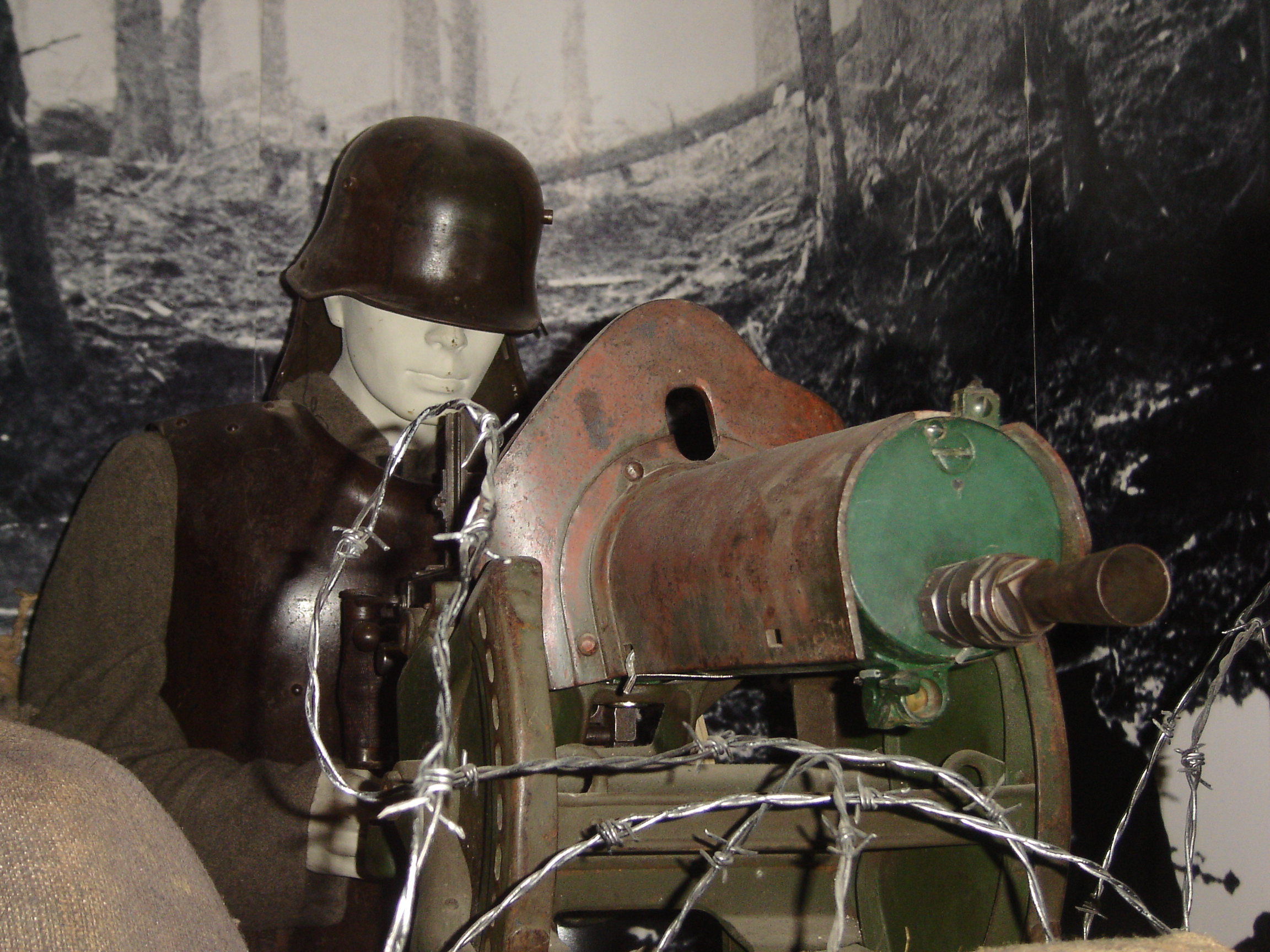
Tipikus német megerősített géppuskaállás modellje. A lövész MG08 típusú géppuska mögött helyezkedik el, a fejét a jellegzetes Stahlhelm, míg a felsőtestét páncélmellény védi az ellenség tüzétől és a repeszektől. A géppuskaállás megközelítését szögesdrótok nehezítik, míg két oldalt homokzsákokból építették a tüzelőállás falát

A géppuska talán a lövészárok-hadviselés egyik legjellegzetesebb és legrettegettebb fegyvere, amely mindenkiben a senki földjén keresztül előrenyomuló gyalogságot letaroló fegyver képét idézi fel. A német hadvezetés már röviddel a feltalálása után támogatta a géppuskák rendszeresítését és 1904-re 16 egységet szereltek fel a fegyverrel, összesen kb. 12 000 db állt rendelkezésükre. A géppuskás egységeket általában a könnyű gyalogsági (Jäger) ezredek támogatására osztották be. Míg 1914-ben a britek két Vickers gyártmányú géppuskát rendszeresítettek ezredenként, a németek hatot, az orosz hadsereg pedig nyolcat. Ezzel ellentétben az amerikai hadseregben csak 1917-re sikerült elérni, hogy minden gyalogsági egységnél legalább egy géppuska legyen. 1915 után a német hadseregben az MG 08/15 géppuska terjedt el, ezt a központi hatalmak haderei is előszeretettel használták. Gallipolinál és a Palesztinában vívott harcok során előfordult, hogy a gyalogos egységek katonái törökök voltak, de az alegységekhez beosztott géppuskákat német katonák kezelték.
A brit főparancsnokság kezdetben – tanúbizonyságot téve arról, hogy még nem készültek fel a modern hadviselésre – nem támogatta a géppuskák alkalmazását, mivel ezeket a fegyvereket túlságosan „sportszerűtlennek” tartotta, és mivel úgy gondolta, hogy a katonákat a támadással szemben a védekezésre sarkallja. Sir Douglas Haig brit tábornok 1915-ben állítólag azt mondta: „A géppuska jelentőségét túlbecsülik, kettő darab ezredenként több, mint elegendő”. Emiatt a Brit Expedíciós Hadtestnek összesen kb. 200-300 géppuska állt rendelkezésére 1914-ben.

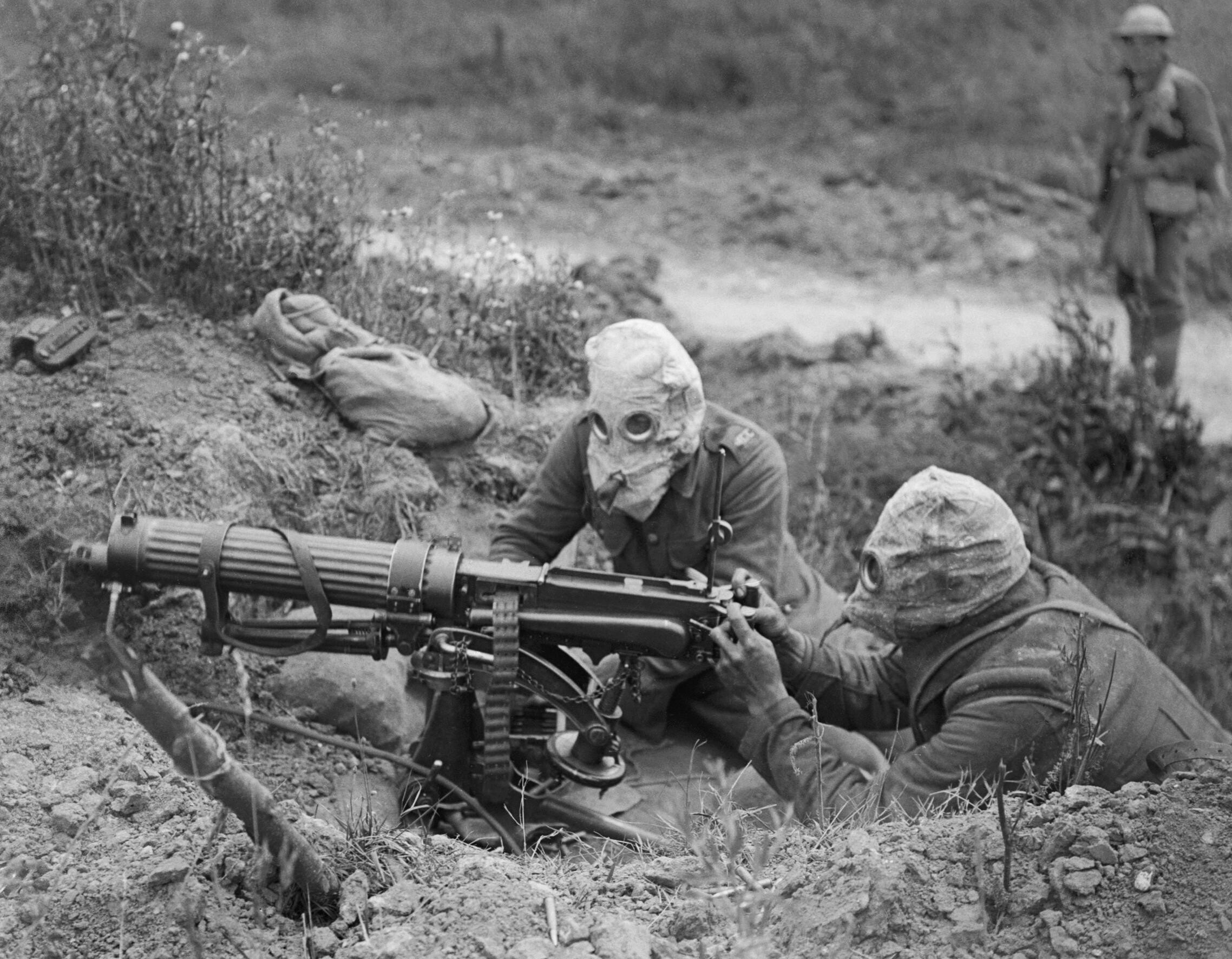
Brit Vickers gyártmányú géppuskák Ovillers közelében, a somme-i csata során, 1916. A géppuska kezelőszemélyzete gázálarcot visel

Csak 1915-ben került sor a Géppuskás Hadtest (Machine Gun Corps) kialakítására, amelynek feladata a nehéz géppuskák kezelőszemélyzetének kiképzése és hatékony géppuska-alegységek biztosítása volt. 1917-re már minden brit gyalogsági században négy géppuska volt, amely jelentősen megnövelte az alegységek tűzerejét. A gyarmati alakulatok közül a kanadai hadsereg az élen járt a géppuska alkalmazásában, elsőként használtak területtüzet és közvetett irányzású tüzet, a francia hadsereg volt tisztje, Raymond Brutinel vezérőrnagy irányításával.
A nehézgéppuska kezelése nagy szakértelmet kívánt és a lövészárok rendszerében a géppuskaállások kialakítása szinte tudománynak számított, mivel igen pontosan kellett kialakítani az egymást fedő tüzelési szektorokat. A géppuskát kezelő katona nagy pontossággal tudta tűz alatt tartani az ellenséges lövészárok bizonyos pontjait vagy éppen a saját szögesdrót-akadályokon nyitott átjárót, időnként közvetett irányzással az ellenséges lövészárkokat. A nehézgéppuskák kezelőszemélyzete akár nyolc fő lehetett, akik részt vettek a szállításban, összeszerelésben, karbantartásban és a lőszerutánpótlásban. Tömegük miatt ezek a fegyverek alkalmatlanok voltak a támadó hadműveletekben való részvételre, de védelmi helyzetekben annyira jól kihasználhatók voltak, hogy nagymértékben hozzájárultak az első világháborús frontok megmerevedéséhez.

### Aknavető

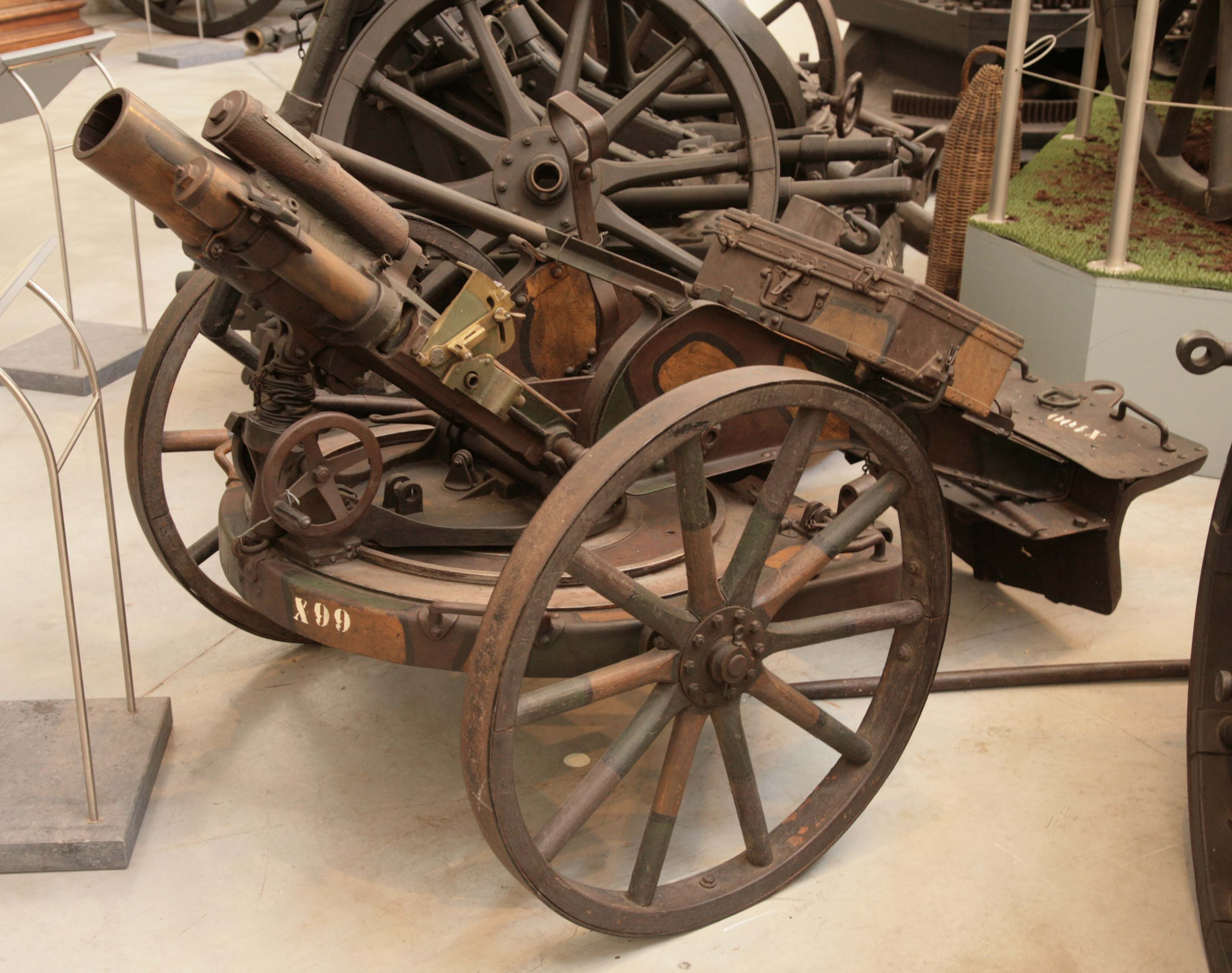
Első világháborús, 7,5 cm űrméretű német aknavető (Minenwerfer), a lövészárok-hadviselés egyik tipikus tüzérségi támogató eszköze (a brüsszeli hadtörténeti múzeum gyűjteményéből)

Az aknavetőket az ellenséges lövészárokban rejtőzködő, a közvetlen irányzású fegyverek ellen védett katonák támadására, az ellenséges drótakadályok átvágására, illetve a lövészárok egy adott pontjának vagy egy fedezéknek a lerombolására használták. 1914-ben a britek összesen 545 aknavetőgránátot lőttek ki, 1916-ban ez a szám 6 500 000 volt.
A brit hadsereg a Stokes aknavetőt rendszeresítette, amely a modern aknavetőkhöz hasonló fegyver volt. Bár űrmérete alapján csak könnyű tüzérségi fegyvernek számított, kezelése egyszerű volt, mivel a modern aknavetőkhöz hasonlóan az aknagránátot csak be kellett helyezni a vetőcsőbe.
A németek többféle aknavetőt fejlesztettek ki és rendszeresítettek, amelyek különböző űrméretűek voltak: a legkisebb a gránátvető volt a (Granatenwerfer), ezt követte az aknavető (Minenwerfer), majd a Ladungswerfer, amely kb. 1000 méteres távolságra akár 90 kg-os robbanótöltetet juttatott célba.

### Tüzérség
Az első világháborús csatatereket a tüzérség uralta, ahogyan manapság a légierő uralja a modern csatateret. A háború során indított gyalogsági támadások általában csak tüzérségi előkészítés után voltak sikeresek, és amint az előrenyomuló gyalogság kikerült a saját tüzérség hatótávolságából, a támadás szinte minden esetben elakadt. Az ellenséges vonalak, erődítések, szögesdrótakadályok közvetlen támadásán kívül a tüzérségi eszközök mozgó tűzzel is támogatták a gyalogság előrenyomulását. Időnként tüzérségi párbajt vívtak a szemben álló felek ütegei. A tüzérségi eszközök általában hagyományos robbanóanyaggal töltött repeszgránátokat tüzeltek, bár a háború során kifejlesztették a mérgező gázzal töltött lövedékeket is. A britek kísérleteket végeztek gyújtólövedékek kifejlesztésére is.

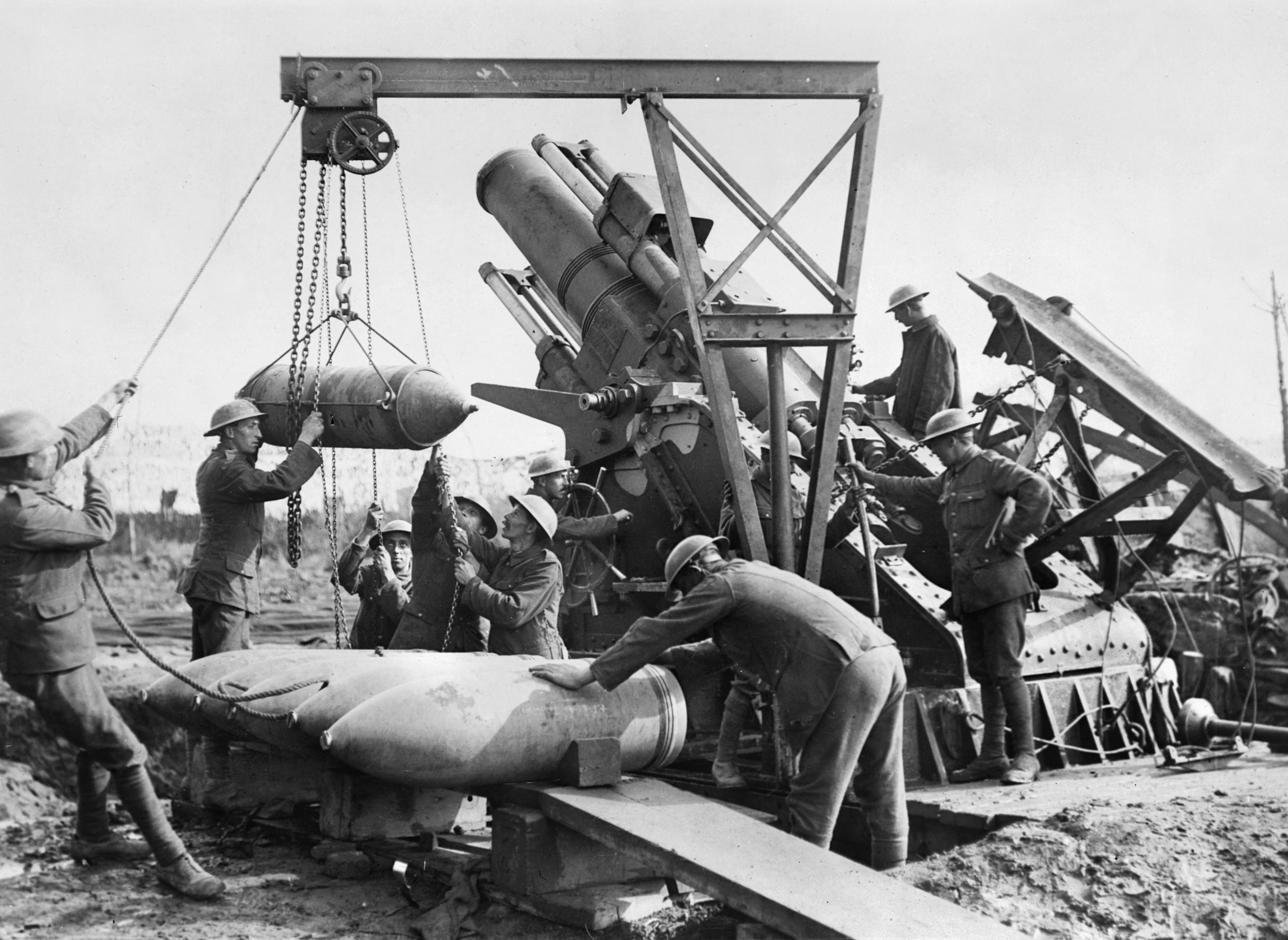
A brit Királyi Haditengerészeti Tüzérség egyik 15 hüvelykes tarackját újratöltik a harmadik ypres-i csata során, 1917. október 5.

A csatatéren használt tüzérségi eszközök két fő típusa az ágyú és a tarack volt. Az ágyúk általában magas csőtorkolati sebességű lövedéket tüzeltek, amelyek lapos röppályán közelítették meg a célpontot, hatótávolságuk is nagyobb volt. A tarackok lövedékének kezdősebessége alacsonyabb volt és meredekebb röppályán haladt, ezzel mélyen a földbe ásott fedezékeket is lehetett támadni. A németek kifejlesztettek egy 420 mm űrméretű tüzérségi eszközt, amely 20 tonna tömegű volt, és 1 tonna tömegű gránátot 10 km-es távolságra lőtt el.
A korabeli tüzérségi eszközök egyik legfontosabb újítása a hidraulikus hátrasiklás-csökkentő rendszer volt, amely lényegesen megnövelte a tüzérség pontosságát. A célpont koordinátáinak felderítése után már nem kellett minden lövés leadása után újra becélozni a tüzérséget.
A tüzérség tüzének vezetéséhez lőelemekre van szükség, amelynek két fő eleme a löveg csövének emelkedési és oldalszöge. A lőelemek meghatározása kezdetben tüzérségi megfigyelők közreműködését igényelte, akik megfigyelték az első gránátok becsapódását és szükség esetén módosították a lőelemeket. Az első, pontatlan lövések azonban figyelmeztették az ellenséget, hogy tüzérségi támadás várható és így a katonáknak volt idejük fedezéket keresni. 1917-re új eljárást fejlesztettek ki, az előre jósolt tűzcsapást (angolul Predicted Fire), ami lehetővé tette a pontosabb célzást próbalövések nélkül is. Ekkor a regisztrációs lövéseket a hátországban, egy ismert pontra adták le, majd ezután a tüzérséget előremozgatták a lőállásba, ahonnan már éjszakai vagy mélységi tűzcsapás leadására is lehetőség volt.

### Gáz

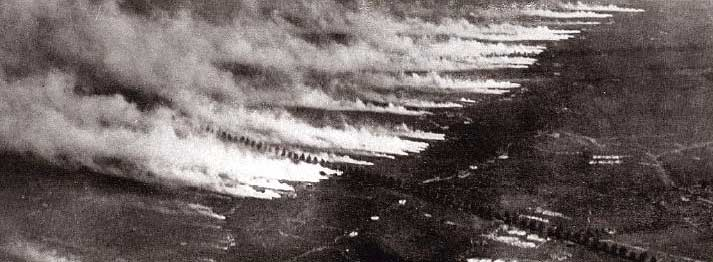
Gáztámadás az első világháborúban. A levegőnél nehezebb gázt a szél sodorja az ellenséges állások felé, ezért az első gáztámadásokat csak kedvező széljárás esetén lehetett végrehajtani

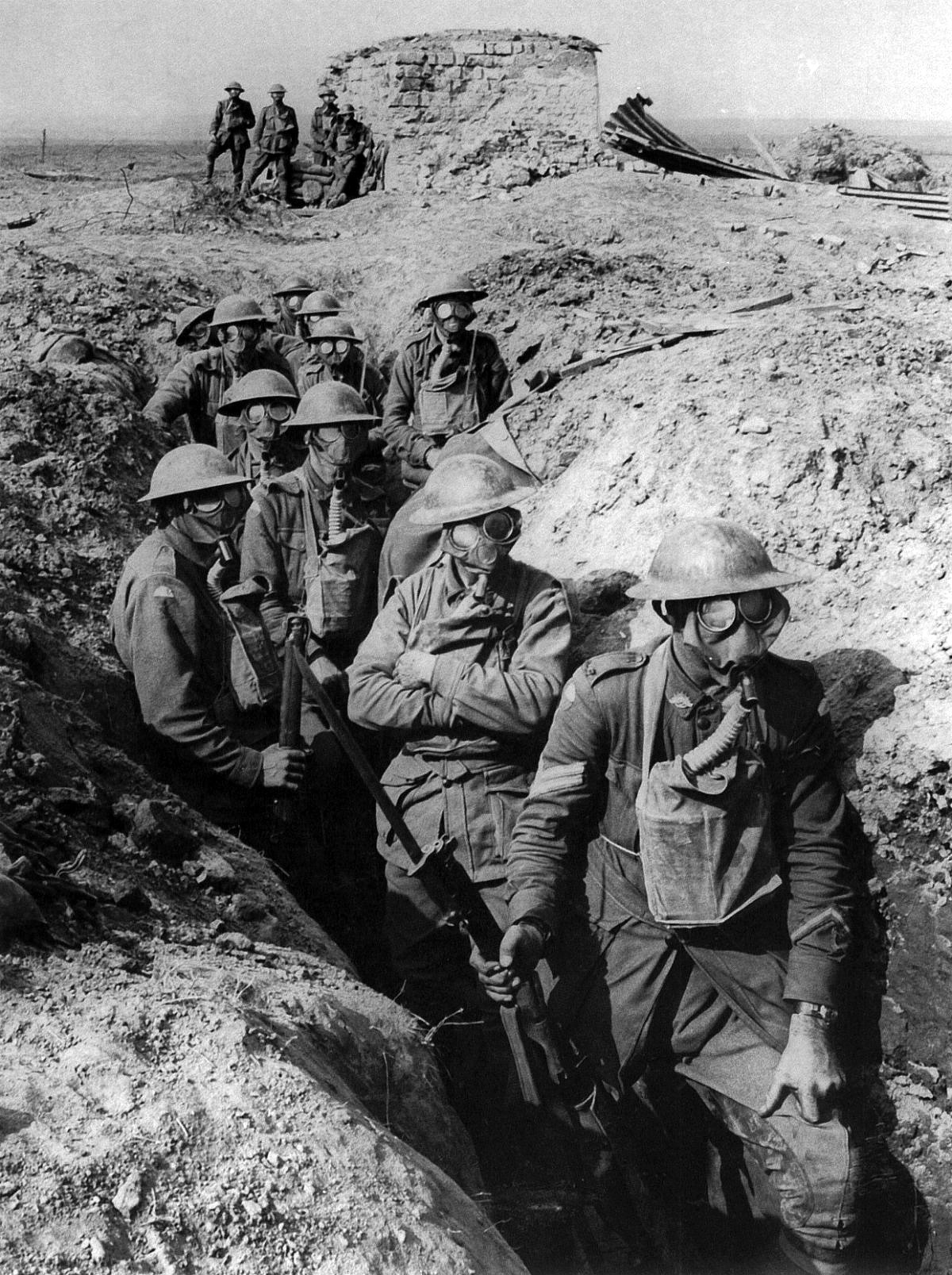
Gáztámadásra várakozó katonák a 4. ausztrál hadosztály kötelékéből, Ypres közelében (1917. szeptember 27.)

A franciák voltak az elsők, akik az első világháború alatt vegyi fegyvert (könnygázt) vetettek be. A németek először 1915 januárjában, Bolimów városnál használtak xilil-bromidot tartalmazó lövedékeket.
A mérgező gázok első nagyarányú, harctéri alkalmazásra 1915. április 22-én a második ypres-i csata kezdetén került sor, amikor a németek klórgázzal támadták a francia, kanadai és algériai csapatokat. A támadás során a 15 000 francia katonából 5000 azonnal meghalt. A foszgén első alkalmazására 1915 decemberében került sor és hamarosan ez lett a legnagyobb mennyiségben bevetett vegyi fegyver – a klórgáznál 18-szor kisebb adag már halálos és sokkal nehezebb volt felderíteni. A vegyi támadásokban mustárgázt is bevetettek, amelyet szintén nehéz volt felderíteni, az általa okozott sérülések olyan súlyosak voltak, hogy a sebesültek általában sosem tértek vissza a csatatérre.
Összesen 50 965 tonna könnygázt, hólyaghúzó vagy a tüdőt roncsoló vegyi anyagot vetettek be a konfliktusban mindkét oldalon, ideértve a klórt, foszgént és mustárgázt is. A hivatalos adatok szerint a vegyi támadásokban körülbelül 1 176 500 fő sebesült és 85 000 fő halt meg.
A vegyi fegyverek alkalmazásának első módszere közvetlenül a csatatéren a tárolótartályok megnyitásával történt. Ez a módszer csakis kedvező szélviszonyok esetén volt használható, és a korabeli meteorológiai ismeretek kezdetlegessége miatt sokszor előfordult, hogy a tartályok szelepeinek kinyitása után a szél megfordult és a támadó állásai felé sodorta a mérgező gázfelhőt. Másik probléma volt, hogy a tartályokat az első vonal előtt, a senki földjén kellett elhelyezni, ahol ki voltak téve az ellenséges gyalogság és tüzérség tüzének.
A háború későbbi szakaszában a vegyi anyagok célba juttatására tüzérségi tölteteket vagy repülőgépet alkalmaztak.

### Egyéb felszerelések

#### Sisakok

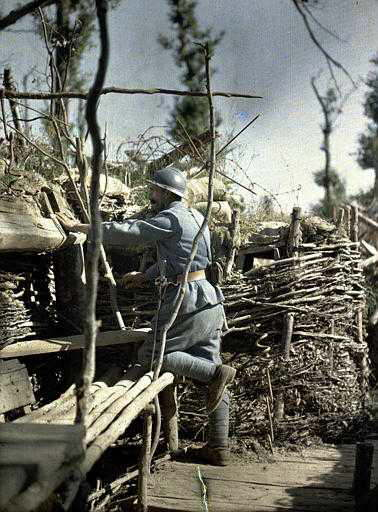
Az ún. Adrian-sisakot viselő francia őrszem, Hirtzbach, Franciaország, 1917

A háború első éveiben sem az antant, sem a központi hatalmak hadseregei sem rendszeresítettek acélsisakot a gyalogság számára. Ehelyett textilből vagy bőrből készült sisakot viseltek, amely természetesen semmilyen védelmet nem nyújtott a lövedékek és repeszek ellen. A német katonák a hagyományos csúcsos Pickelhaube sisakot viselték, a bőrből készült sisakot huzattal védték a szennyeződésektől. Miután a frontvonalak kezdtek megmerevedni a nyugati fronton, drasztikusan megnőtt a fejsérülések száma. A franciák vezették be az első acélsisakot, amit tervezője, August-Louis Adrian után Adrian-sisaknak hívtak. Később ezt a sisakot a belga és az olasz hadsereg is átvette.

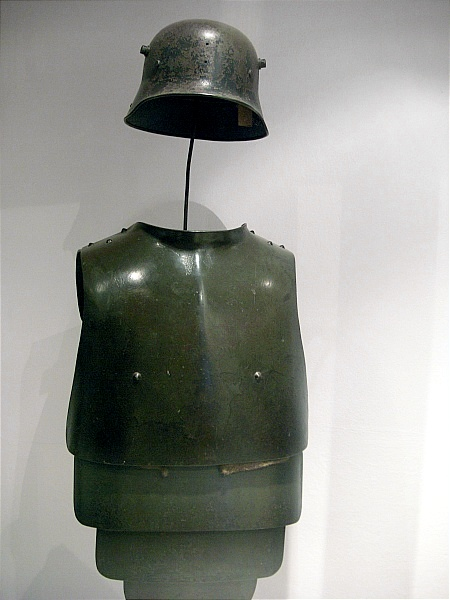
Első világháborús német acélsisak (Stahlhelm) és repeszek ellen védő páncélmellény. A lengyel hadsereg múzeumának gyűjteményéből

Ezzel egy időben a britek is saját acélsisakjuk kifejlesztésén dolgoztak. A francia változatot megvizsgálva arra a következtetésre jutottak, hogy nem nyújt megfelelő védelmet és nehezen lehet nagy mennyiségben előállítani. A végleges változatot tervezője (John L. Brodie) után Brodie-sisaknak nevezték el, a sisak széles pereme védelmet nyújtott a magasról lehulló repeszek ellen, de a viselő nyaka védtelen maradt. Amikor az Egyesült Államok belépett a háborúba, az amerikai haderő katonái is ezt a sisakot kapták, bár közülük néhányan inkább a francia Adrian-sisakot részesítették előnyben. A német oldalon a pickelhaube sisakot a Stahlhelm vagyis „acélsisak” váltotta fel 1916-ban. Az olasz hadsereg különleges alakulatai az ókori Róma légiósainak sisakjához hasonló acélsisakot viseltek. A fent említett sisakok egyike sem nyújtott védelmet az arc vagy a szem részére, ezért például a géppuskások számára speciális védőszemüvegeket terveztek.

#### Szögesdrót
A lövészárok-hadviselésre jellemző védelmi hadműveletek egyik legfontosabb eleme – a géppuska mellett – a szögesdrót volt. A szögesdrótakadályok jelentősen lelassították vagy megakadályozták a támadó gyalogság rohamát, enélkül a gyalogos vagy lovas egységek rohamtempóban, jelentősen kisebb veszteségekkel tudták volna elérni az ellenséges lövészárkot vagy géppuskafészket. A szögesdróton fennakadó gyalogságra azonban a védők koncentrált tüze zúdult. B. H. Liddell Hart angol hadtörténész a szögesdrót és a géppuska szerepét emelte ki, amelyek miatt megmerevedtek a frontok.
A szögesdrót-akadályok felállítása általában az éj leple alatt folyt, kezdetben fa karókat vertek a földbe és ez tartotta a szögesdrótot. Később a németek kifejlesztették (és az antant haderői átvették) a vas tartóoszlopot, amelynek vége dugóhúzóra emlékeztetett (francia neve queue de cochon, azaz malacfarok volt) és amelyet nem kellett kalapálni, így kevesebb zajt csaptak vele éjszaka.
A szögesdrót-akadályok leküzdésére egyik hadseregnek sem sikerült kifejleszteni hatásos megoldást. Az egyik lehetőség volt összpontosított tüzérségi tűzzel megkísérelni az akadály lerombolását, a legtöbbször ez azonban csak összegubancolta a drótokat. A másik lehetőség volt drótvágóval felszerelni az első hullámban támadó katonákat, azonban az antant katonái legtöbbször nem voltak képesek ezt a feladatot teljesíteni, a kis területre összpontosított ellenséges tűz miatt. A háború vége felé kitolható, vagy rakétával kilőhető nyújtott töltetekkel próbálkoztak átjárót nyitni a szögesdrót-akadályokon, később ezt (a brit katonai szaknyelvben Bangalore torpedo néven ismert) módszert a második világháborúban az aknamezőkön való átjárónyitásra is alkalmazták.

### Repülők

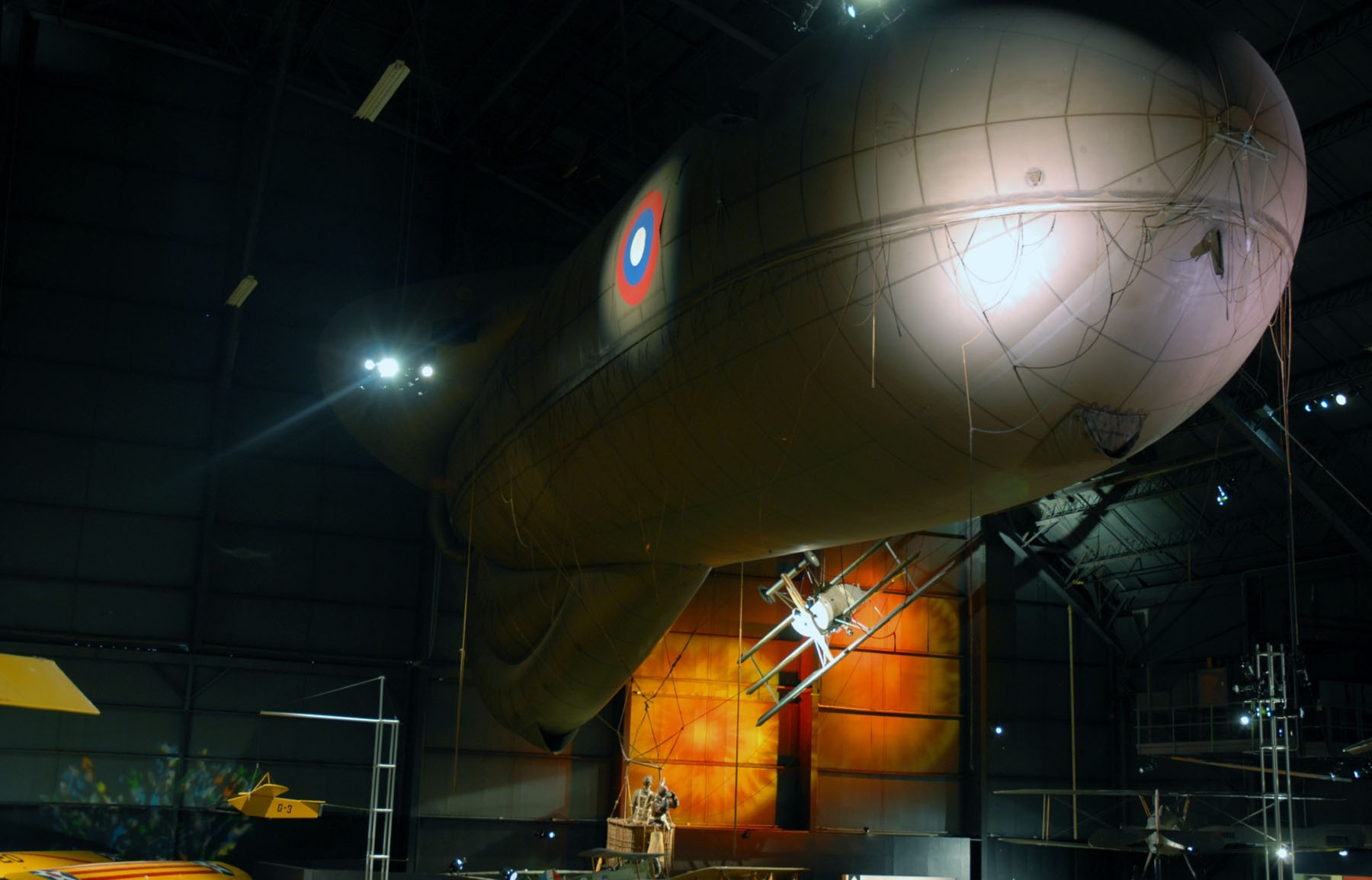
Amerikai tüzérségi megfigyelő léghajó

A lövészárok-hadviselésben, a korszak technikai fejlettségének megfelelően, a repülők szerepe az ellenséges állások felderítésére és a saját tüzérség tüzének irányítására korlátozódott. A levegőből végzett felderítésre alkalmaztak még meleg levegővel vagy héliummal töltött ballonokat is, de az ellenséges hátország megfigyelésére, a csapatok mozgásának felderítésére csak a repülők voltak alkalmasak.
Ekkor a vadászrepülők feladata arra korlátozódott, hogy védelmet nyújtsanak a saját felderítőrepülőknek és megsemmisítsék az ellenség felderítőit, de legalábbis megnehezítsék tevékenységüket. A feladat teljesítése érdekében először ki kellett vívni a légi fölényt a front egy adott szakasza felett. A tüzérségi megfigyelők feljegyezték, hogy a tüzérségi gránátok hol csapódnak be és ennek megfelelően módosították a tüzérségi lőelemeket. A felderítő repülők feladata az ellenséges lövészárkok feltérképezése (kezdetben kézzel rajzolt térképen, csak később fénykép alapján), a csapatok mozgásának felderítése, valamint az ellenséges tüzérség állásainak bemérése volt. Az első repülők téglákat vittek magukkal, amiket az ellenséges állásokra hajítottak, mielőtt bevett gyakorlat lett volna a kézzel vagy bombavető szerkezettel célba juttatott robbanótöltet alkalmazása.
A légierő másik alkalmazási területe az ellenséges állások felderítése és a tüzérség tüzének irányítása volt. A tüzérségi megfigyelők igen gyakran lehorgonyzott léggömbökben vagy léghajókban tartózkodtak, ahonnan kezdetben jelekkel, zászlókkal, majd később vezetékes telefon segítségével kommunikáltak a tüzérekkel.

### Új fegyverek a lövészárok-hadviselésben

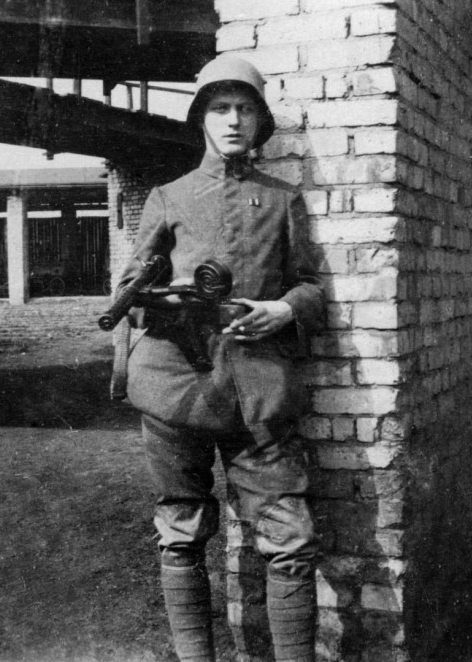
Német katona MP 18 géppisztollyal, 1918

1917-1918-ra mindkét fél új fegyvereket fejlesztett ki, amellyel a nyugati fronton kialakult állóháborút akarták megtörni és a háború kezdeti szakaszára jellemző mozgó támadó hadműveletekhez visszatérni. Bár ezek a fegyverek valóban megváltoztatták a modern hadviselést, de tömeges alkalmazásukra csak a második világháború során került sor és ezért az első világháború kimenetét érdemben nem befolyásolták.
A franciák vezették be 1916 tavaszán a Fusil-Mitrailleur Mle 1915 CSRG (Chauchat) golyószórót, és 1918-ra több, mint 250 000 ilyen fegyvert állítottak hadrendbe. Az elképzelés szerint a katonák támadás közben területtüzet zúdítottak volna az ellenséges vonalakra. Több, mint 80 000 francia katonát szereltek fel az RSC 1917 félautomata golyószóróval, szintén hasonló célból. Az FT 1917 harckocsikra is a nyílásokon át tüzelő automata fegyvereket szereltek.
A britek a harckocsikban látták az esélyt az frontok áttörésére, mivel azok át tudtak kelni a senki földjén és a szögesdrót-akadályokon, bizonyos mértékben a lövészárkokon is. A kezelőket a páncélzat megvédte a kézifegyverek és a géppuskák tüzétől. A harckocsik átjárót tudtak nyitni a támadó gyalogságnak, amely a harckocsikat kísérve elfoglalta és megtartotta az ellenséges állásokat. Az első tankok azonban nagyon lassúak és megbízhatatlanok voltak, és nem nyújtottak elég védelmet a tüzérségi lövedékekkel szemben. Ezeket a problémákat a háború utolsó évére sikerült áthidalni és a harckocsit tömeges bevetése jelentős mértékben megkönnyítette a brit hadsereg utolsó hadműveleteit.
A francia hadsereg a német géppuskafészkek és betonnal megerősített fedezékek megsemmisítésére vetette be a haditengerészet által rendszeresített Hotchkiss 37 mm-es ágyú tábori változatát, amelyet kezdetben nagy rombolóerejű lövedékekkel, de később páncéltörő lövedékkel is használtak – így ez lett az első harckocsi-elhárító ágyú.
A németek egyik jelentős újítása volt a lángszóró (Flammenwerfer) alkalmazása, amit először 1915. június 25-én francia, majd június 30-án brit állások ellen vetettek be. A technológia azonban kezdetleges volt és 1917-ig ezek az eszközök nem nagyon terjedtek el. 1918-ra a továbbfejlesztett, könnyebb és megbízhatóbb változat a német rohamcsapatok („Stosstruppen”) egyik legkedveltebb fegyvere lett.
A géppisztolyok első változatai is az első világháború alatt készültek el, elsősorban az ellenséges lövészárokban végrehajtott rajtaütések igényei miatt. A lövészárokban való gyors mozgást lehetővé tevő, nagy tűzgyorsaságú, rövid távon hatásos és könnyű fegyverek, mint például az MP 18, 1918-tól a német rohamcsapatok (Stosstruppen) fő fegyverévé váltak. A géppisztolyok olyan nagy benyomást tettek az antanthatalmak vezetőire, hogy a versailles-i békeszerződések kifejezetten megtiltották további fejlesztésüket, ennek ellenére 1920–1939 között sorozatban készültek újabb és újabb változatok az olasz, német, osztrák, magyar, szovjet, francia, brit és amerikai hadseregben.

### Találékonyság a lövészárok-hadviselésben

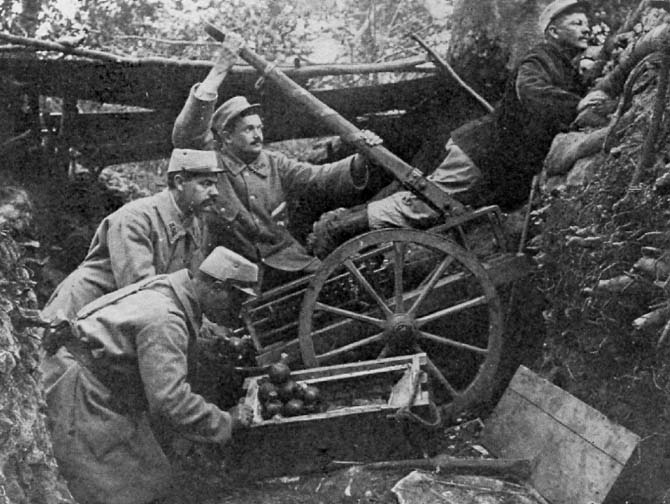
Az első világháborúban alkalmazott francia dobógép

A lövészárokba kényszerített katonák kitűntek találékonyságban is. A legelképesztőbb ötleteket valósították meg és próbálták ki a harcok során. Ilyenek voltak például a különböző dobóeszközök, melyek segítségével nagyobb távolságra tudták eljuttatni a gránátokat.

## Aknák
Míg a Somme folyó völgyének mészköves altalaja kifejezetten alkalmas volt földalatti aknák és alagutak ásására, megfelelő vízelvezetéssel a vízzel telített flandriai harcmező is megfelelt a földalatti hadviselésre. Különleges alagútásó századokat (az angol katonai szaknyelvben „tunneling companies”) hoztak létre az alagutak kiásására, tagjaik általában a civil életben bányászok voltak. Az alagutat a senki földje és az ellenséges vonalak alá ásták, megrakták robbanóanyaggal és általában egy támadással szinkronizálva felrobbantották. A robbanás megrongálta vagy megsemmisítette a környező védműveket, az ellenség lövészárkát és nagyméretű krátert hagyott hátra, amelyet a támadó katonák könnyedén elfoglalhattak és megvédhettek.
Amennyiben a tűzszerészek egy ellenséges akna vagy alagút készítését észrevették, ellenaknát igyekeztek ásni, amelyet felrobbantva meg lehetett semmisíteni a készülő aknát. Időnként éjszakai támadásokra is sor került, amelyeknek legfontosabb célpontja az ellenség aknájának megsemmisítése, más esetekben a föld alatt vívtak közelharcot az aknaásó katonák. 1916. július 1-jén a somme-i offenzíva első napján is aknákat robbantottak a britek a német vonalak alatt. A legnagyobb aknák az Y Sap akna és a Lochnagar akna volt Ovillers-la-Boisselle közelében, mindkettőben 24 tonna robbanóanyagot helyeztek és a robbanás törmelékei 1200 méter magasra repültek.
1917. június 7-én hajnali 03:10-kor a britek 19 aknát robbantottak fel egyszerre a messinesi magaslat elleni támadás előkészítéseként. Az aknák átlagosan 21 tonna robbanóanyagot tartalmaztak. A támadás előestéjén Herbert Plumer tábornok, a brit parancsnok a következő megjegyzést tette tisztjeinek: „Uraim, elképzelhető, hogy holnap nem írunk történelmet, de az biztos, hogy megváltoztatjuk a földrajzot.” A robbanás következményeként a német arcvonalban összesen 10 000 katona vesztette életét és a betörő brit katonák délelőtt 10 órára az összes kitűzött célt elfoglalták.
A messinesi és más robbantások kráterei a mai napig láthatók az első világháborús csatatereken: egyeseket a visszatérő lakosság feltöltött, de mások mint emlékművek megmaradtak, mint például a „Pool of Peace” Spanbroekmolen közelében.

## Lövészárok-hadműveletek

### Hadászati alapok

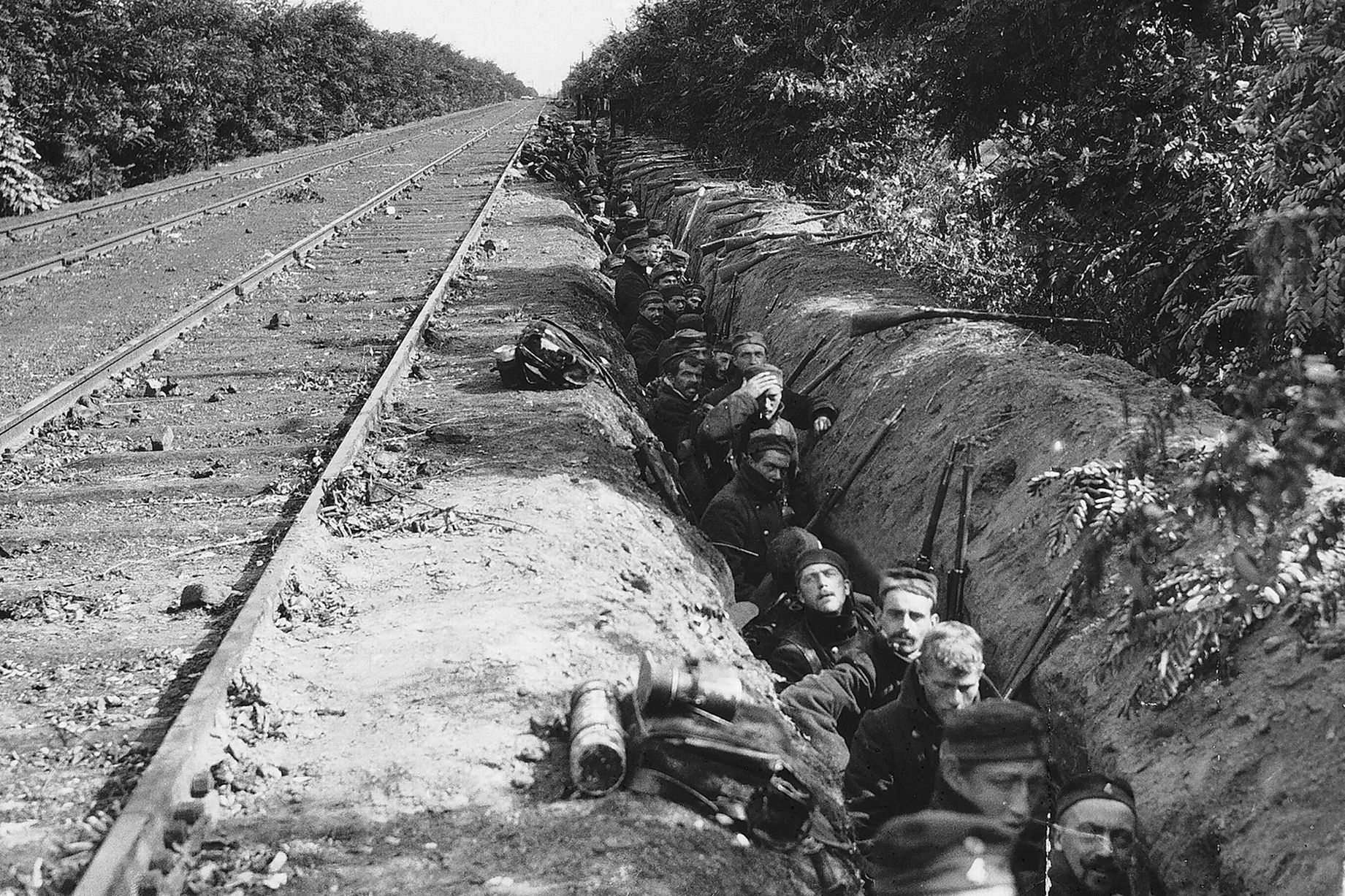
Belga gyalogosok egy vasútvonal mellett kialakított lövészárokban (1914 ősze)

A lövészárok-hadviselés hadászati alapelve a kialakított védelmi pozíció megtartása volt, illetve támadás során az ellenséges lövészárok-rendszer elfoglalása és betörés az ellenség hátországába. Mivel a védekezéshez rendelkezésre álló eszközök ekkor még jóval felülmúlták a támadók rendelkezésére álló eszközöket, az eredmény igen költséges állásháború lett, amelyben mindkét fél a másik erőforrásainak kimerítésére törekedett, míg végül az Egyesült Államok hadba lépésével és Németország kimerülésével végleg az antanthatalmak felé billent a mérleg nyelve. A nehézségek egyik oldalon sem tartották vissza az ambiciózus parancsnokokat attól, hogy nagyszabású támadó hadműveleteket tervezzenek és hajtsanak végre, mivel a világháború előtti katonai doktrínának megfelelően támadó harc során kivívott végső győzelemre törekedtek. A brit csapatok főparancsnoka, Douglas Haig tábornok állandóan a német vonalak áttörésére törekedett, amit aztán a lovasegységek bevetésével szélesített volna ki a mélységben. Az 1916-ban a Somme mellett és 1917-ben Flandriában indított brit támadásoknak is ez volt a célja, de mindkettő igen hamar elakadt és a háború legnagyobb veszteségeket okozó összecsapásaivá fajultak. A németek az első háborús hónapok hadműveletei után 1915-ben megkísérelték az áttörést a második ypres-i csata során, de 1916-ban a Verdun elleni támadásnak egyetlen célja volt: hogy felmorzsolják a várost védő francia erőket.

### Harcászat
A lövészárok-hadviselés egyik legmeghatározóbb és a legtöbb ember számára ismerős eleme a senki földjén keresztül, feltűzött szuronnyal rohamozó katonák képe, akik az ellenséges lövészárok előtt telepített szögesdróton fennakadva, a géppuskák tüzében lelik halálukat. A frontális támadás (attaque à outrance) a korabeli hadseregek bevett eljárása volt, annak ellenére, hogy már az amerikai polgárháború végén is megmutatkozott hiábavalósága. A háború során végrehajtott rohamok közül alig néhány volt sikeres, de legtöbbször mindegyik óriási véráldozatokat követelt meg a támadótól. A másik, sokkal sikeresebb harcászati eljárás az éjszakai támadás volt, amit a senki földjén kialakított előretolt állásból indítottak és célja a szögesdrót-akadályok felszámolása után az ellenséges lövészárok ideiglenes elfoglalása egy rövid szakaszon. 1917-re a németek kialakították a beszivárgás technikáját, amikor jól felszerelt és kiképzett katonák kis csoportja hajtott végre támadást a front egy gyenge szakasza ellen, majd a megerősített pontokat elkerülve a hátországban folytatták tevékenységüket. A beszivárgások, rajtaütések sikerét, a támadás időtartamát a legtöbb esetben korlátozta az előretolt egységekkel való kapcsolattartás, illetve a katonák ellátásának nehézsége.
A frontális támadás során nagy szerep jutott a tüzérség tüzének, amelynek két fontos célja volt: a tüzérségi előkészítés során általában igyekeztek megsemmisíteni a szögesdrót-akadályokat, a lövészárkot és a felderített megerősített pontokat, megsemmisíteni vagy demoralizálni az ellenséges katonákat és megakadályozni megerősítésüket. Az előkészítés időtartama változó, néhány perctől akár több napig is terjedhetett: az 1916-os brit támadást a Somme mentén 8 napig tartó tüzérségi támadás készítette elő, amelynek így sem sikerült átvágni a szögesdrótot és megsemmisíteni a betonnal megerősített német fedezékeket. A tüzérségi előkészítés problémája, hogy az ellenség számára jól megjelölte, hogy a front melyik szakaszán várható támadás és ennek megfelelően lehetett elhelyezni a mélységben a tartalékokat. A tüzelés beszüntetése után a védőknek általában volt annyi ideje, hogy elfoglalják állásaikat és teljes készenlétben várták a támadókat.

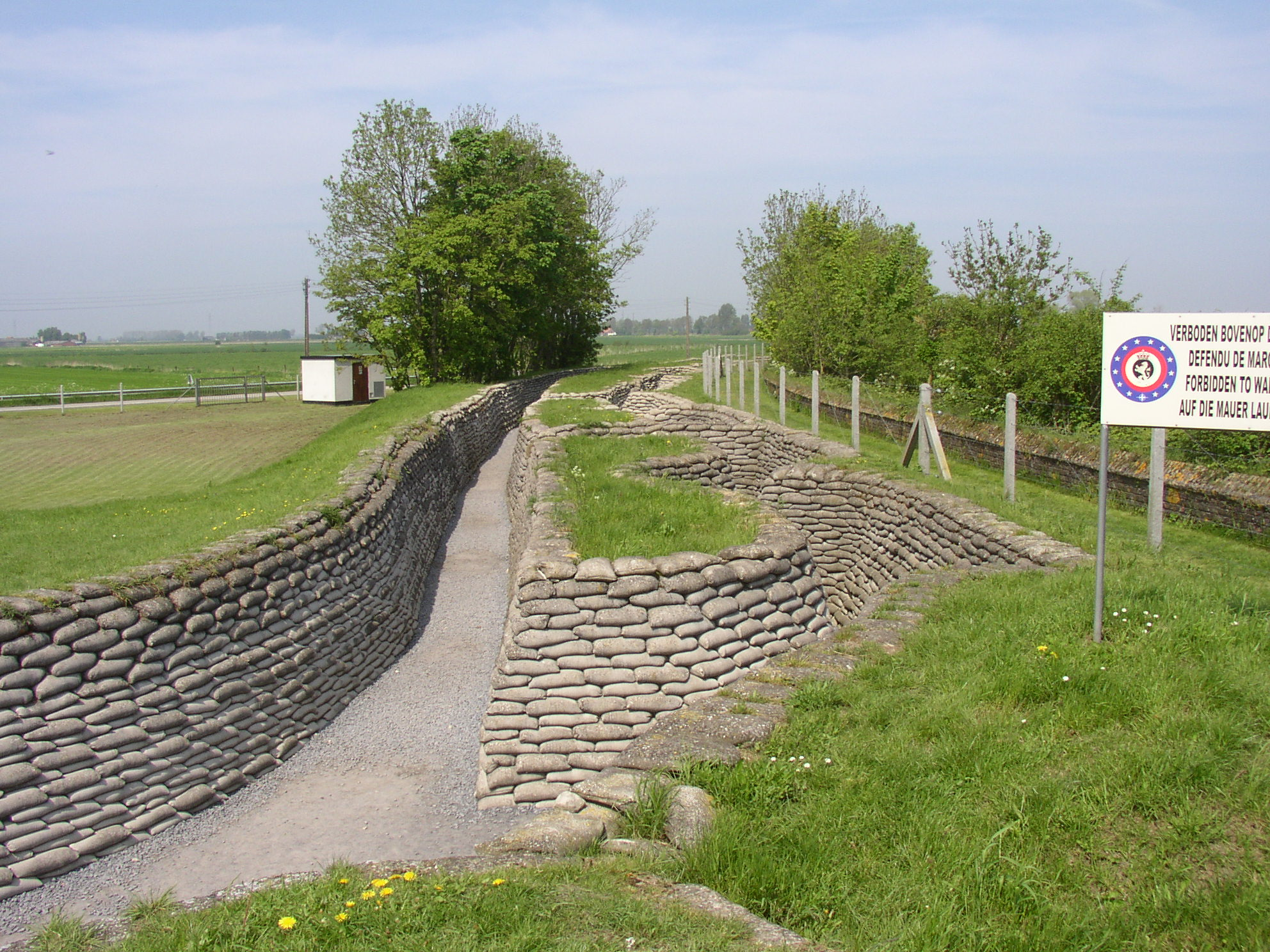
A halál lövészárká-nak nevezett lövészárok-rendszer egy részlete Diksmuide közelében

A tüzérség másik feladata volt az előrenyomuló gyalogság támogatása mozgó tűzzel, illetve az ellenséges ellentámadás megakadályozása zárótűzzel. A tüzérség másik eljárása volt, hogy a támadás megindítása előtt egy adott célpontra zúdítottak tüzet, majd a gyalogsági támadást megelőzően a tüzet a következő célpontra összpontosították és így tovább (angolul lifting barrage). A gyakorlatban a gyalogság szinte sosem tudott olyan gyorsan előrenyomulni, amilyen gyorsan a tüzérség tüzét mozgatták, ezért kifejlesztették a mozgó tűz (creeping barrage) eljárást, amelyben a tüzérségi tűz gyakran, de kis léptékben mozgott előre, időt hagyva a gyalogságnak az ellenséges állások elfoglalására és a helyzet stabilizálására.
A támadás célpontjainak elfoglalása azonban csak időleges sikert jelentett, a célpontot meg is kellett tartani az ellenség tüzérségének és gyalogságának ellentámadásával szemben. Ehhez viszont a megerősített állások építéséhez szükséges eszközökre és anyagokra – ásó, lapát, homokzsák, szögesdrót –, valamint időre volt szükség. A németek nagy hangsúlyt fektettek arra, hogy minden elvesztett állás visszaszerzésére a leghamarabb ellentámadást indítsanak, ami kezdetben igen sikeres volt. 1917-re a brit hadsereg korlátozta az előrenyomulás lendületét és a katonák felkészültek a német ellentámadás visszaverésére. A brit tüzérség egy részét a frontvonal mögé vonták össze, és nem is vettek részt a tüzérségi előkészítésben; egyetlen feladatuk az ellentámadás során a saját egységek támogatása volt.

### Hírközlés
Az első világháborús hadműveletekben a hírközlés megbízhatatlansága mindkét félnek nagy nehézségeket jelentett. A drót nélküli hírközlési eszközök még igen kezdetlegesek voltak, ezért a hadseregek mindenhol az előre telepített eszközökre, a telefonra, távíróra, vagy jelzőzászlókra, futárokra és postagalambokra voltak utalva. Az üzenetek igen gyakran nem vagy csak később értek célba, különösen akkor, amikor alegységek üzeneteit magasabb szintre, dandár-, hadtest- vagy hadsereg-parancsnokság felé továbbították. Ennek következtében az előre elkészített tervek mellett a legtöbb küzdelmet a század- és szakaszparancsnokok döntötték el, akik a front egy-egy szakaszán közvetlenül irányították a küzdelmet, és nem volt lehetőségük sem a szomszédos egységekkel, sem a magasabb szintű parancsnokságokkal kommunikálni a csata során. A zászlóalj vagy ezred szintje felett a parancsnokoknak lényegében semmi esélyük nem volt a csata kimenetelét érdemben befolyásolni a rendelkezésre álló információ hiánya miatt. Helyi áttöréseket igen gyakran nem tudtak kihasználni, mert a szükséges erősítés csak jóval később ért a helyszínre, a tüzérség pedig nem tudott a változó helyzethez alkalmazkodni, nem tudta tüzével a saját csapatok előrenyomulását követni.

## A lövészárok-hadviselés egyéb példái 1945 után
A második világháborút követő nagyobb háborúkban a lövészárok-hadviselés igen ritka. Hagyományos hadműveletekben általában két, harckocsikkal és gyalogsági harcjárművekkel felszerelt és légierővel támogatott haderő csapott össze, amely a világháborúra jellemző összfegyvernemi hadműveletek vív egymással. A lövészárok-hadviselés egyes elemei felbukkantak a kínai polgárháború, a koreai háború és a vietnámi háború egyes csatáiban. A hidegháború során a NATO hadseregeket felkészítették az ún. szovjet stílusú „lövészárok-rendszerek” leküzdésére, ezzel szemben a Varsói Szerződés hadseregei komplex erődítmények kialakítását gyakorolták a csatatéren, és az ehhez a harcmodorhoz illő haditechnikai eszközöket (árokásó gép) fejlesztettek és állítottak hadrendbe.
A lövészárok nagyszabású alkalmazására a második világháborút követően az irak–iráni háborúban került sor. Mindkét hadsereg korszerű kézifegyverekkel szerelte fel katonáit, viszont mindkét oldalon elégtelen volt a páncélos csapatok és a légierő támogatása, illetve a katonák felkészítése az összfegyvernemi hadműveletek végrehajtására. Ennek következtében visszatértek a lövészárok-hadviselés klasszikus elemei, a lövészárkok és megerősített pozíciók, géppuskafészkek, szuronyroham, a szögesdrót alkalmazása a gyalogság ellen, frontális támadás az ellenség megerősített pozíciói ellen, illetve vegyi fegyverek alkalmazása (amelyet az iráni hadsereg ellen vetett be Szaddám Huszein). A nyolc évig tartó háború mindkét félnek milliós veszteségeket okozott, mielőtt 1988-ban fegyverszünetet kötöttek.
1992–1996 között a délszláv háborúban is felbukkantak a lövészárkok, Szarajevó ostroma során a védők a városon kívül és a városon belül is kialakítottak egy lövészárkon alapuló védelmi vonalat. A védelmi vonalba integrálták az épületeket és építményeket, ennek egyik példája a Trebević közelében az 1984-es téli olimpiára épített bobpálya, amit a bosnyák védők és a szerb támadók is kihasználtak az ostrom különböző szakaszában.
Az 1998–2002 között vívott etióp–eritreai háborúban is kiterjedt lövészárokrendszert hoztak létre a küzdő felek. A két Korea, valamint Pakisztán és India között kialakult demarkációs vonalak a korábbi összecsapásokban kialakult frontvonalak maradványai, amelyeket több kilométeres lövészárkok és megerősített pontok rendszere, Koreában ezen felül több millió akna telepítésével létrehozott aknazár jellemez.

## Fordítás
- Ez a szócikk részben vagy egészben  a    Trench warfare című angol Wikipédia-szócikk ezen változatának fordításán alapul.  Az eredeti cikk szerkesztőit annak laptörténete sorolja fel. Ez a jelzés csupán a megfogalmazás eredetét és a szerzői jogokat jelzi, nem szolgál a cikkben szereplő információk forrásmegjelöléseként.